# 長野県
長野県（ながのけん）は、日本の中部地方（甲信越地方）に位置する県。県庁所在地は長野市。
令制国名の信濃国にちなみ、信州とも呼ばれている。海に面していない内陸県であり、日本アルプスを始め大規模な山岳地があるため可住地面積率は低い。
キャッチフレーズはしあわせ信州。

## 概要

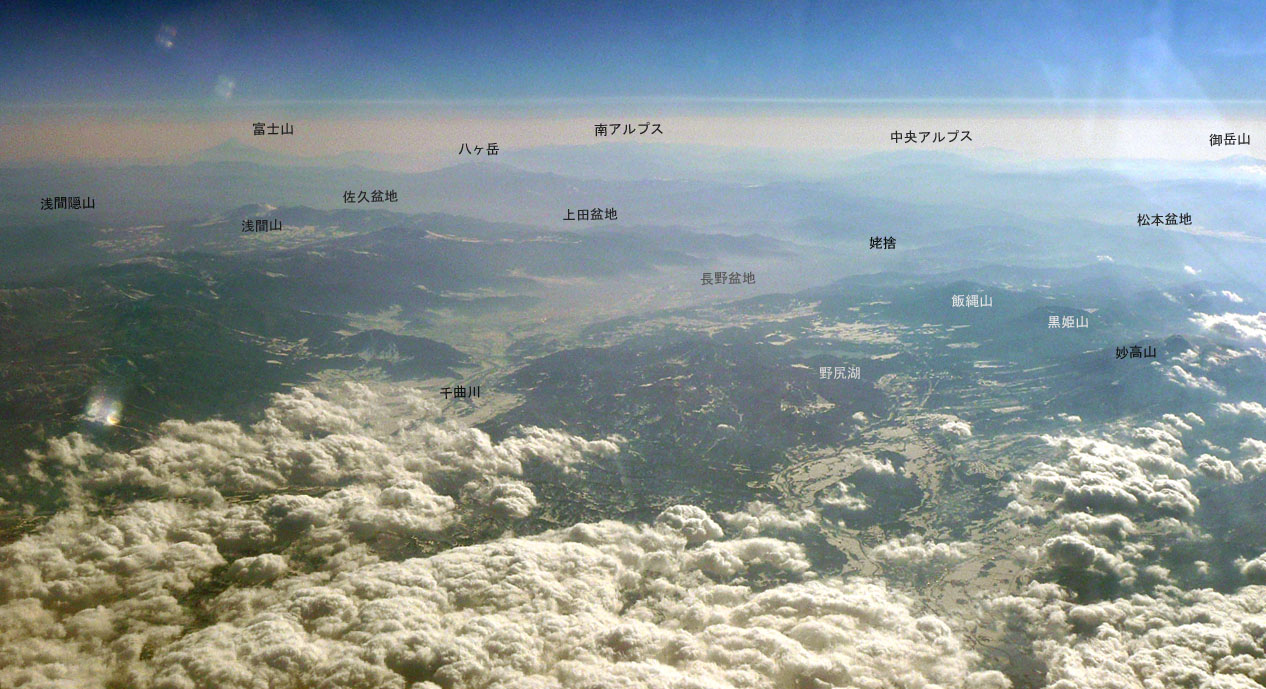
長野県空撮画像。長野盆地、富士山、浅間山、日本アルプスなどを望む。

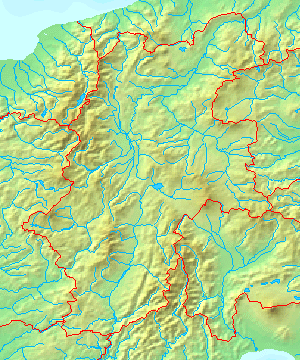
長野県の地形図

現在の長野県の県域は、令制国の信濃国にほぼ相当する。そのため現在の長野県も「信州」（しんしゅう）と呼ばれることが多く、特に観光ガイドでは「信州」と呼ぶ。古代では科野（しなの）と書いた。
古くから東山道、中山道が横断し、東日本と西日本を繋ぐ交通の要所であったことから、信州へ通ずる道や旅路のことを信濃路・木曽路と呼んだ。現在でも風光明媚な古道や山間の宿場町の遺構などが各地に残存している。丘陵や山脈がそびえ立ち旅行者の通行を困難にさせたことから、旅行者の安全を守る道祖神の遺跡も多く点在する。
前述のように丘陵や山脈が多く自然条件の厳しい地域であった一方で、明治以後は鉄道などの開通により首都圏や中京圏からのアクセスが良好になったことから、近代以降は軽井沢や安曇野、上高地を筆頭とした高原リゾート・山岳リゾートが多いことでも知られる。「日本三大外国人避暑地」に数えられた軽井沢と野尻湖を筆頭に、日本アルプス、菅平高原、白馬村など、在留欧米人に余暇活動の拠点として見出された歴史を持つ場所は多い。また諏訪盆地（東洋のスイス）、下栗の里（日本のチロル）、国道299号（メルヘン街道）など欧米に関連した別名を持つ地域も多数あり、長野県の山岳は他面では欧米の山岳風景を思わせ異国情緒を感じさせる地域にもなっている。
県内は大きく分けて、北信地方・東信地方・中信地方・南信地方の4つの地方に分かれている。県域が広大であるため、北信地方の中心である長野市、中信地方の中心である松本市、東信地方の中心である上田市など、各地域に拠点都市が点在しており、多極分散型の都市構造である（長野市と松本市は中核市に指定されている）。そのため県内に一極集中となる都市（プライメイトシティ）は存在しない。
日本の都道府県のなかでトップクラスの長寿の県として知られ、2020年現在、都道府県別健康寿命では男女共に1位であった。

## 地理
長野県は本州の中部に位置しており、東西約128キロメートル、南北約220キロメートルと、東西に短く南北に長い県域である。県内の南半分は太平洋側に近く、南信州地域の多くは東京よりも南であり、県の最北端は那須塩原市やいわき市とほぼ同緯度である。長野県の面積は13,562.23平方キロメートルであり、これは南関東1都3県の面積の合計に近く、日本の都道府県では、北海道、岩手県、福島県に次いで4位の面積を持っている。
本県は群馬県・埼玉県・山梨県・静岡県・愛知県・岐阜県・富山県・新潟県と8つの県と隣接し、隣接都道府県数8は、47都道府県で最多である。ただし、これらの県とは陸続きでありながら、その間の交通によっては往来が必ずしも簡単ではない場合がある。例えば、埼玉県と県境が接している長さは10キロメートル程度しかなく、川上村道192号梓山線のみでしか直接的な行き来ができない。また、富山県とは陸続きで接しているものの、3,000メートル級の北アルプスが立ちふさがっており、地形的に険しく、また非常に山奥であるため空路か関電トンネル電気バスでしか往来ができず、一般人は自家用車両による往来は不可能である。これ以外に車両が往来できない県境として群馬県と福島県との県境が挙げられる。また、地形的な問題などで飯田市と静岡県静岡市、松本市と下諏訪町、王滝村と大桑村など陸続きでありながら往来できない市町村が多数ある。
県境を越える事が地形的に難しい理由として、長野県は中央部を高地が占める山地型の地形ではなく、むしろ北西の県境の飛騨山脈、南東の県境の赤石山脈の標高が高く、間の幾つかの盆地（伊那谷、松本盆地、佐久盆地、長野盆地など）を中心とした地域である点が挙げられる。県境付近の山々は「日本の屋根」とも呼ばれ、標高2,000メートルから3,000メートル級の高山が連なっている。ただ、長野県の中央部も平坦というわけではなく、内部にも山岳が多数見られる、急峻で複雑な地形である。これは日本列島が新期造山帯であること以外に、長野県付近が、北アメリカプレートとユーラシアプレートとのプレート境界に近い事と無関係ではない。なお、本州を縦断する糸魚川静岡構造線（糸静線）が県下を南北に走り、糸静線の東側は第三紀層が分布している。糸静線沿線の諏訪湖からは中央構造線が南に走っている。このようなこともあり、善光寺地震を始め、多数の地震を経験してきた。また、長野県内には活火山も複数存在する。
自然地理学の分野では、長野県付近は中部地方の中央高地として分類される。内陸県で本州の中では降水量の少ない地域もあるものの、本州が日本海と太平洋とに挟まれており、さらに、長野県の急峻な地形と相まって河川を維持するのに充分な降水はあり、県内には数多の水源を擁する。県内には大小多数の河川が見られ、それぞれの河川が山々を侵食した地形も多数見られる。長野県に流域を持つ一級河川としては、信濃川水系・天竜川水系・木曽川水系・姫川水系・矢作川水系・富士川水系・関川水系・利根川水系がある。なお、県内には太平洋と日本海の分水嶺が存在している。例えば、天竜川（南信、諏訪湖を水源とし伊那谷を通る）、木曽川（中信）は南下して太平洋へ注ぐ。また例えば、千曲川（東信、北信）、犀川（中信）は長野市で合流して北上し、県境を越えて信濃川と名称を変えて日本海へ注ぐ。姫川（中信）も日本海へと流れている。
なお、県下の最大人口を誇る都市は長野市の38万7146人であり、最大面積の自治体は松本市の978.77平方キロメートル、最大人口密度の自治体は岡谷市の620.27（人/平方キロメートル）、最大昼間人口比は軽井沢町の117.8%であった。
土地利用としては、長野市、須坂市および上高井郡小布施町、松本市、塩尻市の4都市計画区域で区域区分による市街化調整区域が設定されている。

### 地形
盆地・谷
- 長野盆地（善光寺平）
- 上田盆地（上田平、塩田平）
- 佐久盆地（佐久平）
- 松本盆地（松本平、安曇平）
- 諏訪盆地
- 木曽谷
- 伊那盆地（伊那谷、伊那平）

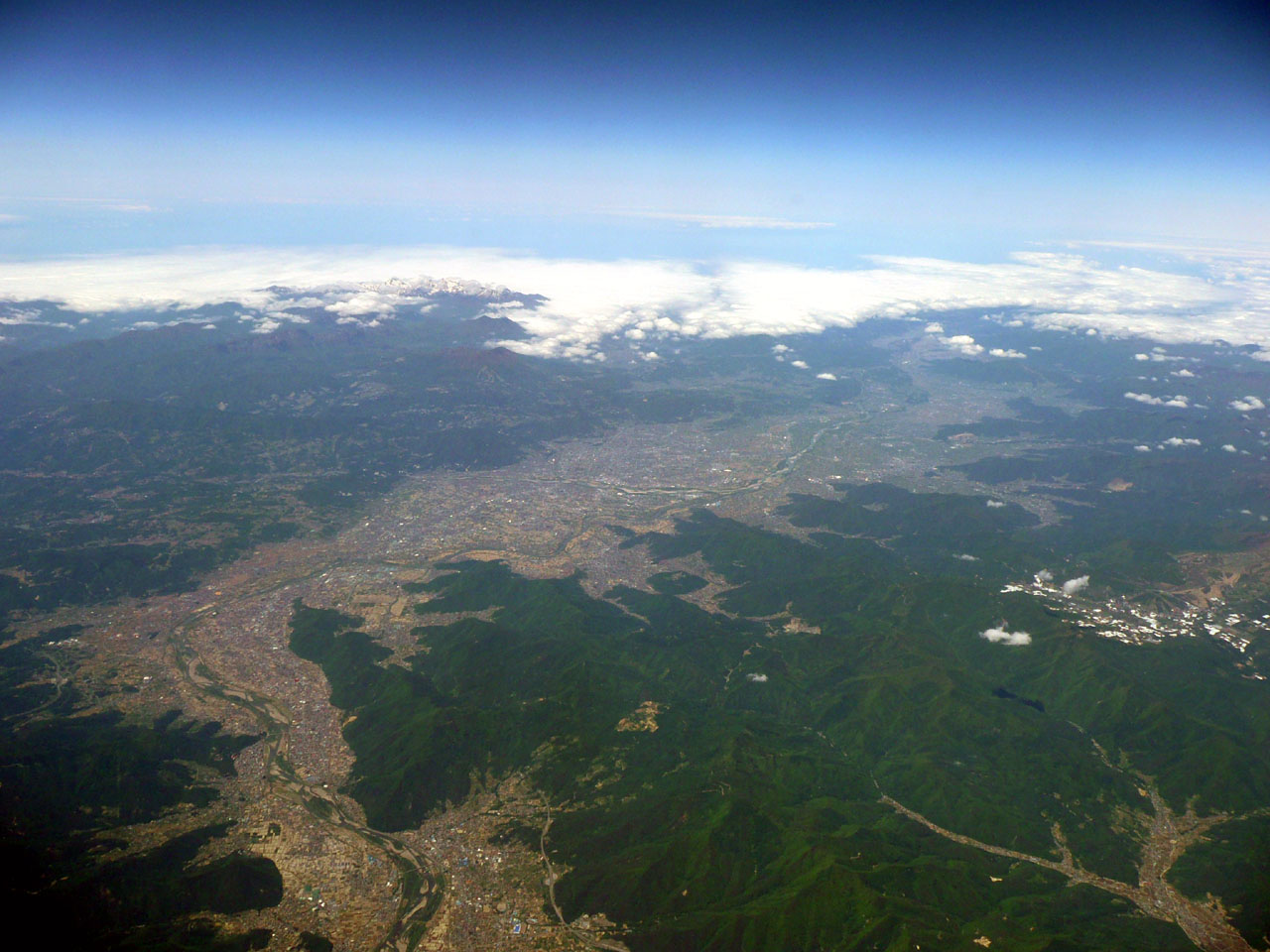
長野盆地
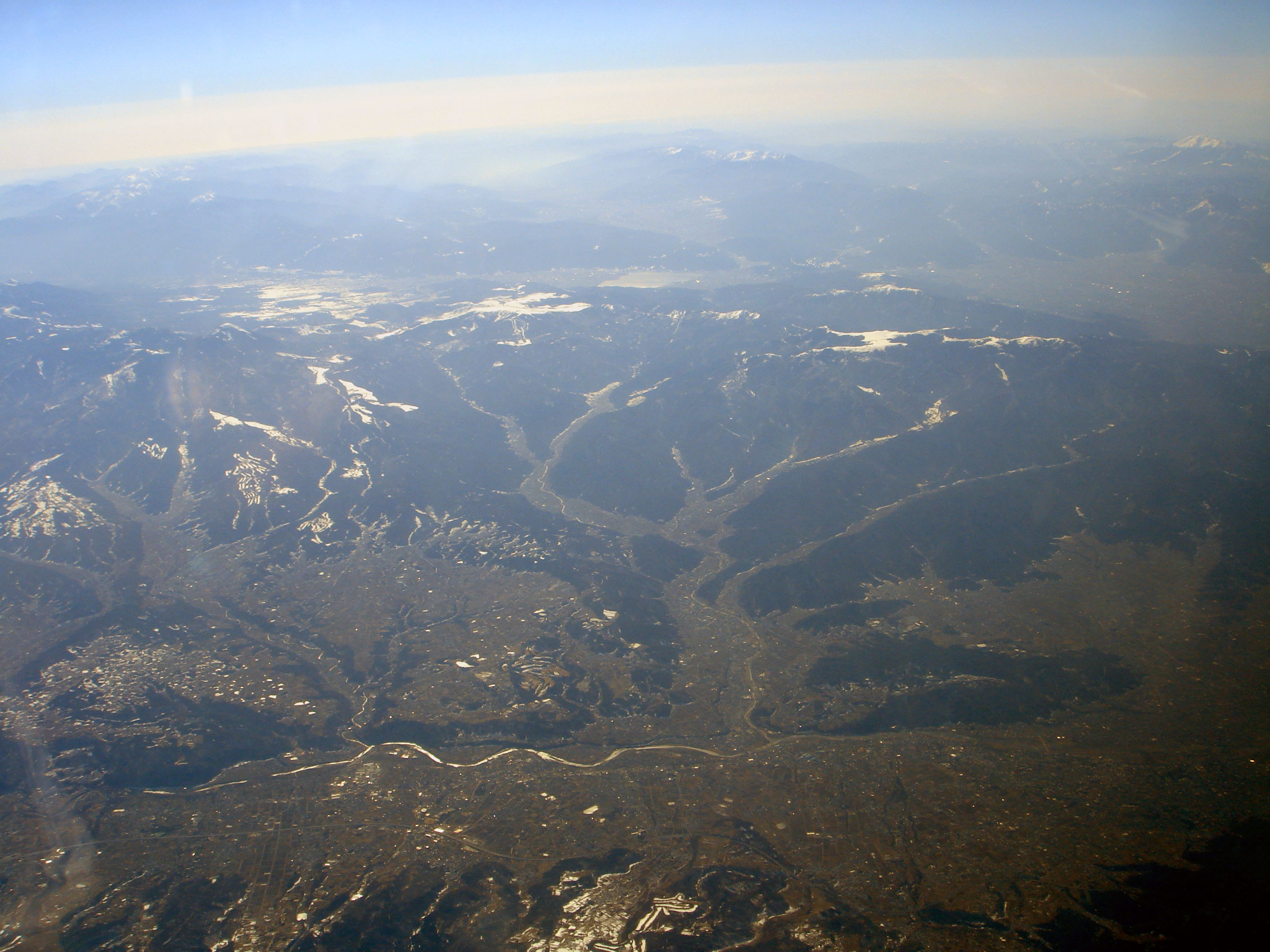
上田盆地
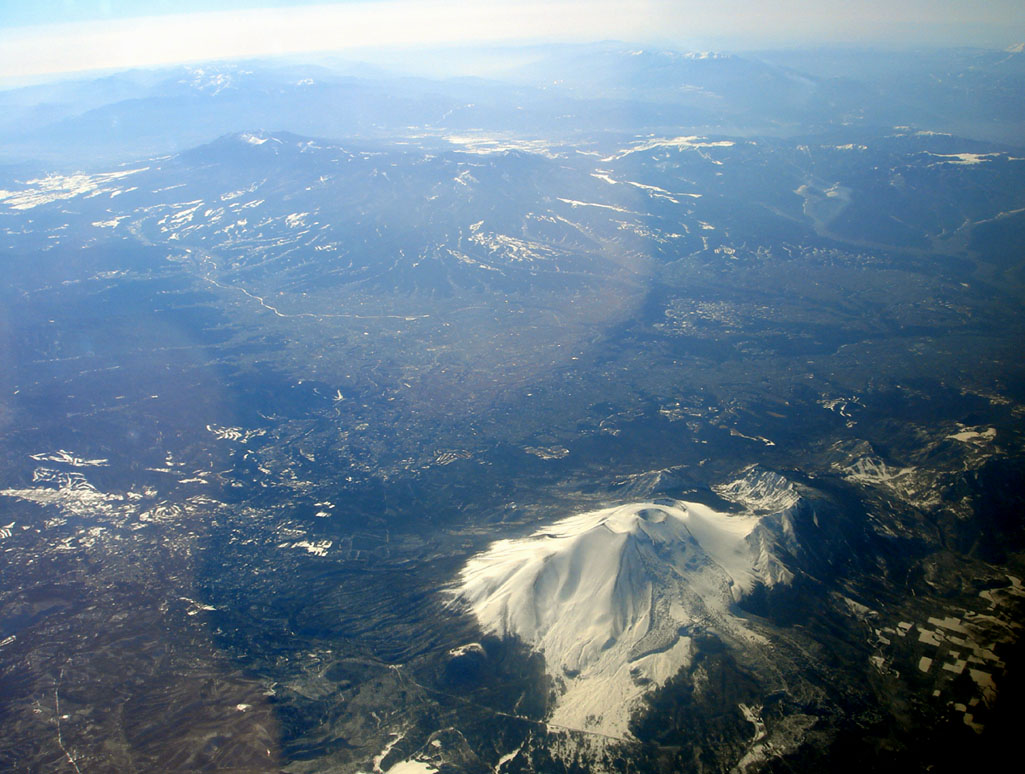
佐久盆地
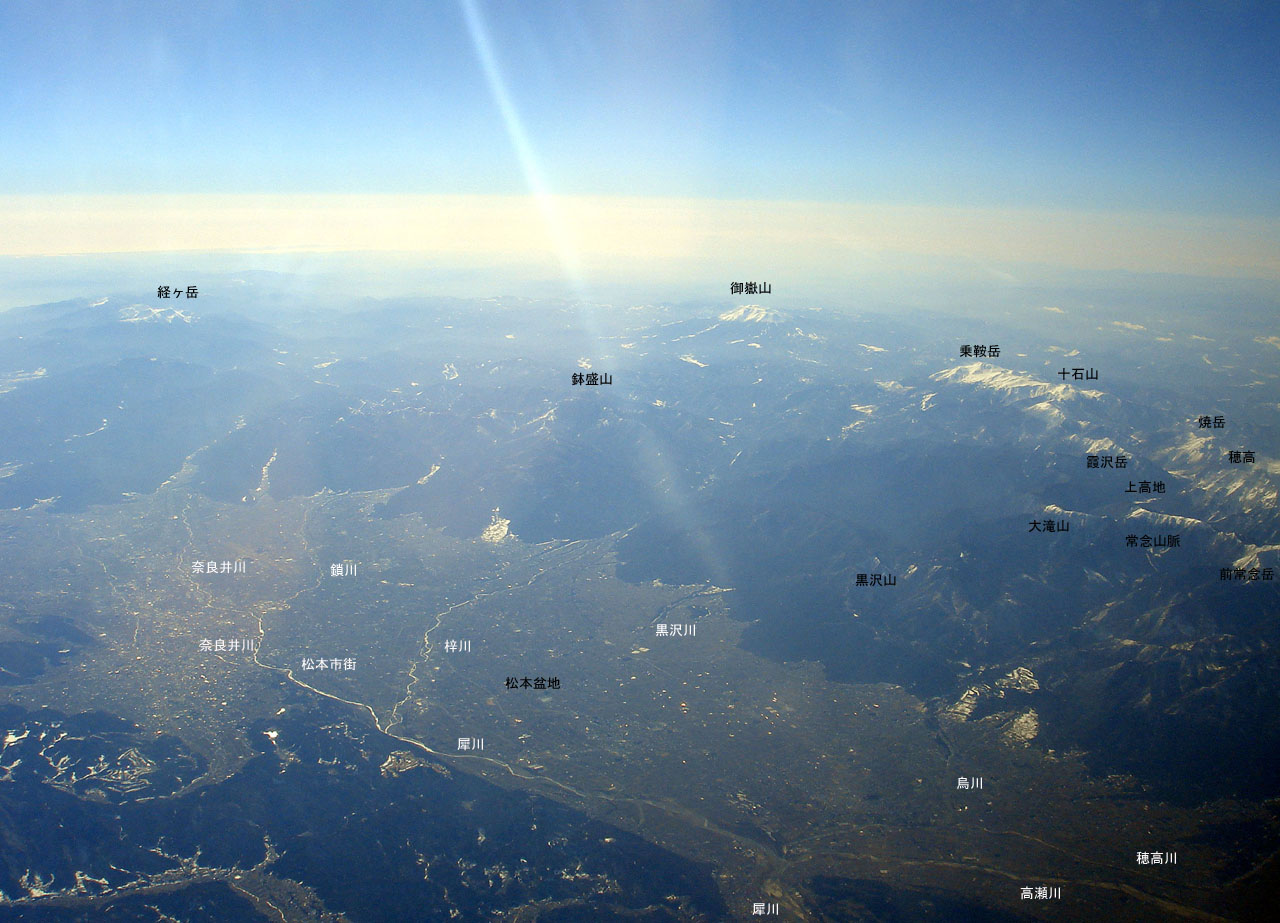
松本盆地
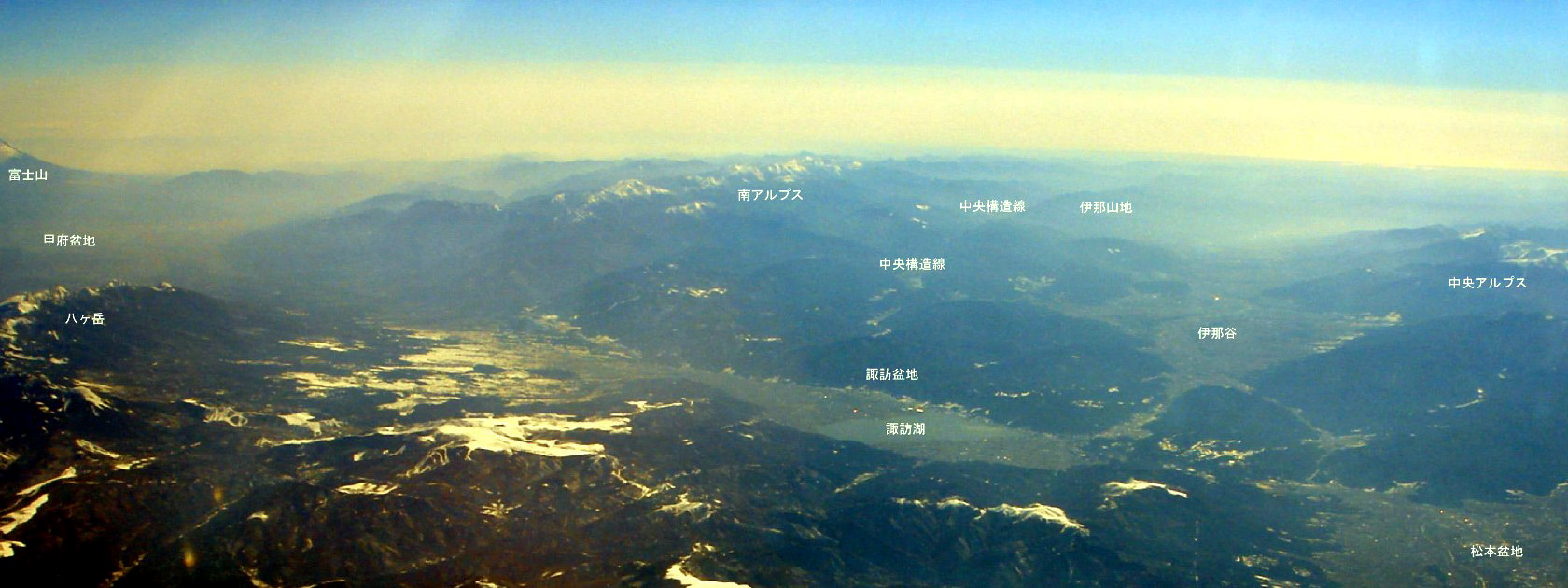
諏訪盆地
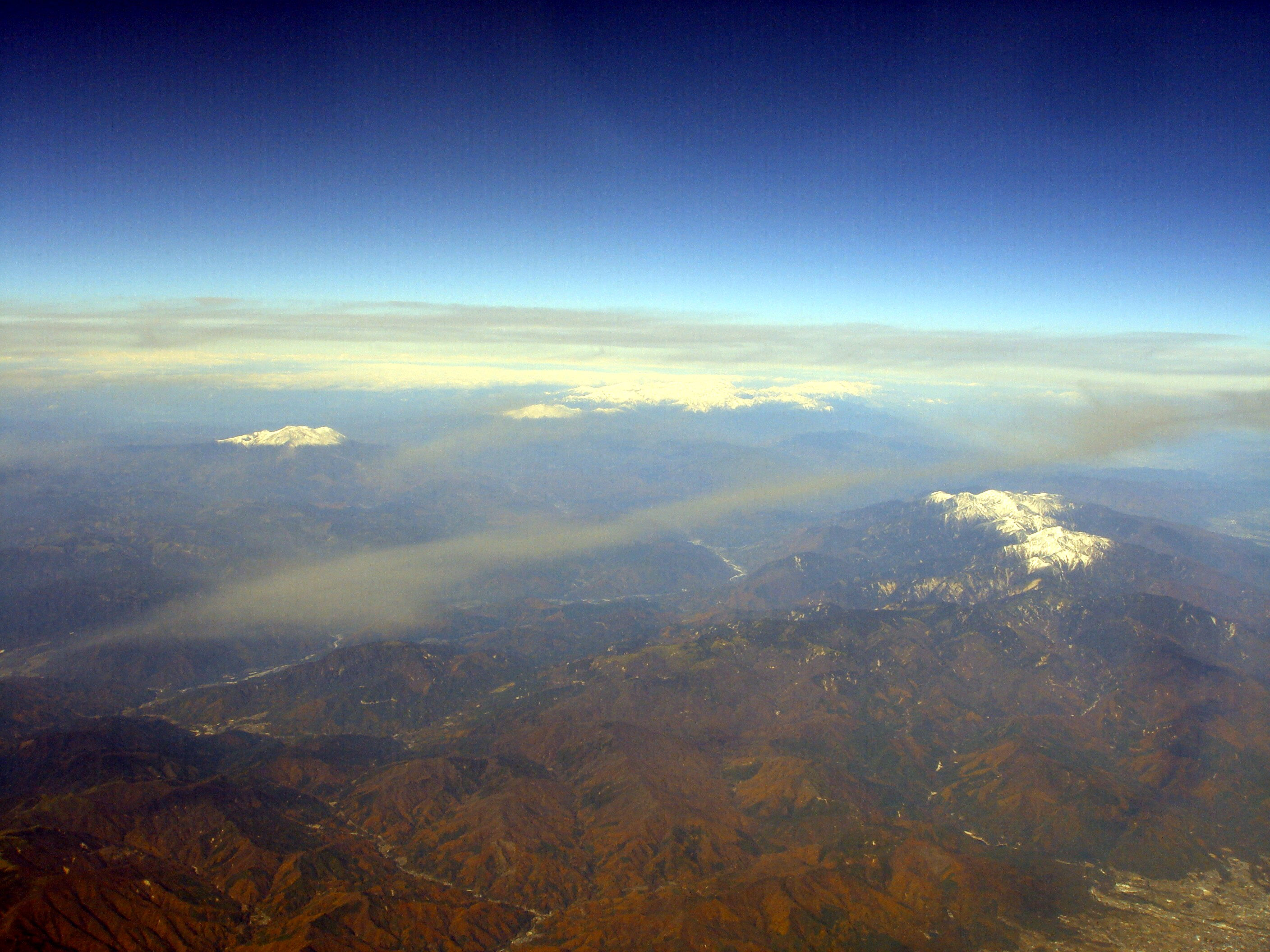
木曽谷
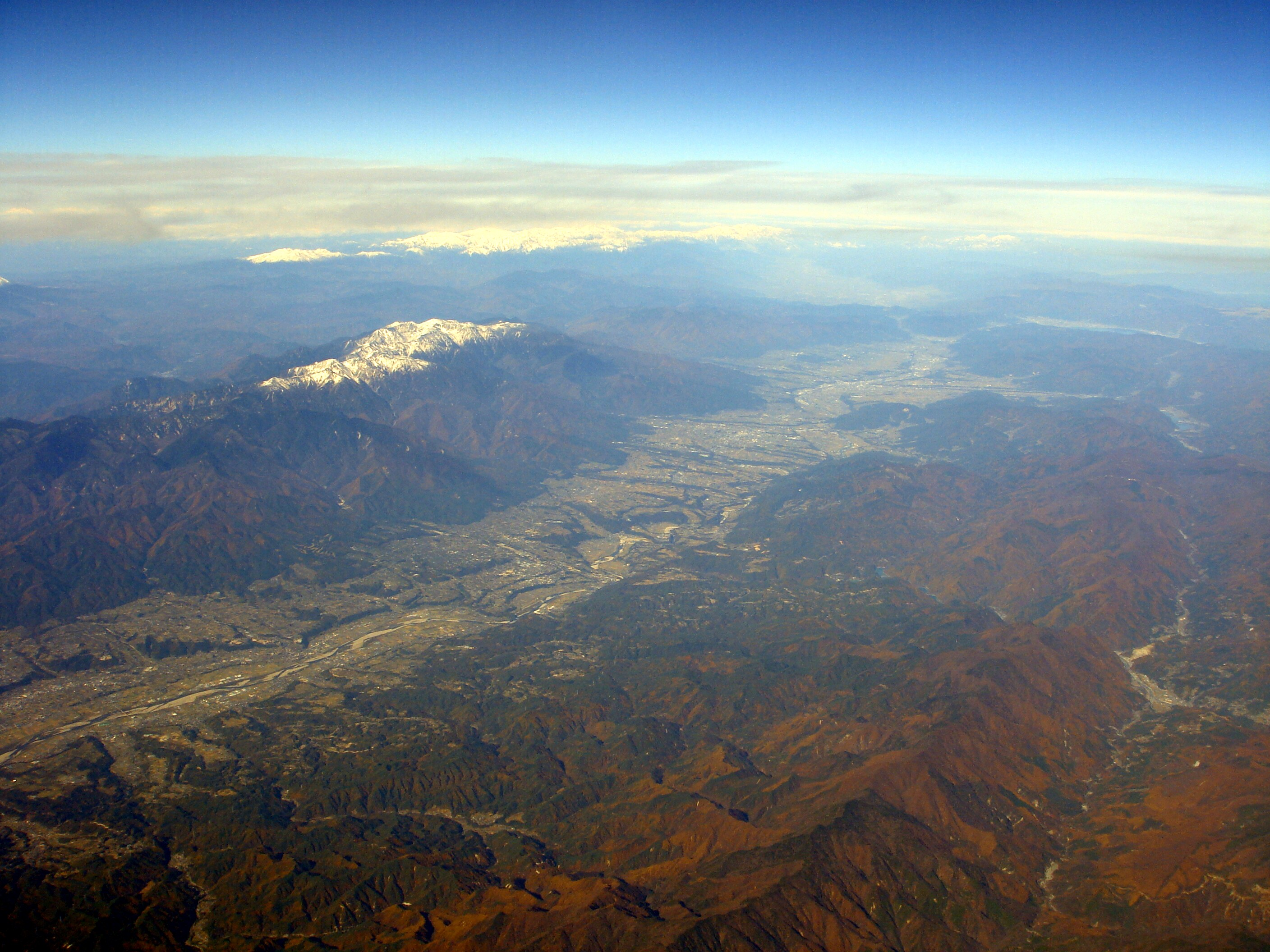
伊那盆地

山地
- 日本アルプス（飛騨山脈、木曽山脈、赤石山脈）
- 伊那山地

山
- 飯縄山
- 戸隠山
- 黒姫山
- 斑尾山
- 高社山
- 妙高山
- 白馬岳
- 鑓ヶ岳
- 横手山
- 浅間山
- 苗場山
- 乗鞍岳
- 御嶽山
- 八ヶ岳
- 蓼科山
- 車山
- 霧ヶ峰
- 木曽駒ヶ岳
- 甲斐駒ヶ岳
- 甲武信ヶ岳
- 国師ヶ岳
- 金峰山
- 赤石岳
- 聖岳（前聖岳）
- 光岳
- 塩見岳
- 二児山
- 槍ヶ岳
- 穂高岳（奥穂高岳）
- 焼岳
- 三俣蓮華岳
- 常念岳
- 燕岳

峠
- 碓氷峠
- 和田峠
- 塩尻峠
- 渋峠
- 鳥居峠
- 善知鳥峠
- 杖突峠
- 有賀峠
- 新野峠
- 兵越峠
- 葛葉峠
- 安房峠
- 野麦峠
- 針ノ木峠

川
- 千曲川
- 犀川（梓川）
- 高瀬川
- 姫川
- 木曽川
- 天竜川

湖沼
- 野尻湖
- 蓼科湖
- 女神湖
- 白樺湖
- 仁科三湖（青木湖、中綱湖、木崎湖）
- 諏訪湖
- 松原湖

### 自然公園
国立公園
中部山岳国立公園、妙高戸隠連山国立公園、上信越高原国立公園、秩父多摩甲斐国立公園、南アルプス国立公園
国定公園
八ヶ岳中信高原国定公園、天竜奥三河国定公園、妙義荒船佐久高原国定公園、中央アルプス国定公園
国営公園
国営アルプスあづみの公園
県立自然公園
御岳県立公園、三峰川水系県立公園、塩嶺王城県立自然公園、聖山高原県立公園、天竜小渋水系県立自然公園

## 気候
長野県は内陸に位置するため、おおむね内陸性気候で、標高の高い地域もあるため中央高地式気候と言われる。ただし、北信地方の大半と、中信地方・東信地方の一部は日本海側気候の特色を併せ持つ。逆に、中信地方の一部と南信地方は太平洋側気候の特色を併せ持つ。また、長野県の各都市は標高が異なり、さらに山脈や盆地の形状などの影響で、気候に修飾を受けるため、気候に違いが見られる。
ただ、全体的に冬の冷え込みは日本の同緯度付近の内陸県と比べると厳しい。中でも、軽井沢、信濃町、志賀高原、菅平高原、八ヶ岳山麓、開田高原、野辺山高原、上高地などの標高が高い地域は、ケッペンの気候区分では亜寒帯湿潤気候（Df）であり、通年で北海道並みの気候である。また特に標高の高い場所では北極圏並みの寒さの地域もある。
夏は、長野市や松本市などの盆地部においては日中の気温は東京とほとんど変わらず、時には猛暑日も観測されるものの、朝晩は涼しく、熱帯夜が観測される日はほぼ皆無に等しい。
降水量も地域差が大きく、東信地方から北信地方にかけては年間900ミリメートル前後と少ないが、中信地方から南信地方にかけては年間1,500ミリメートルに達する。
降雪に関しては、北信地方、中信地方、東信地方の一部地域は、豪雪地帯または特別豪雪地帯である。県の南北で降雪条件が異なる。長野県には「上雪（かみゆき）」「下雪（しもゆき）」と言われる雪の降り方がある。「上雪（かみゆき）」は、普段ならば雨の降るはずが、南岸低気圧が通過することによって、気温が低下して雪となる現象で、低気圧に近い中・南信や東信で降雪量が多くなる。「下雪（しもゆき）」は冬の強い季節風の吹き出しによって降る雪のことで、長野県の北部の雪の降り方で、西高東低の日本付近における冬型の気圧配置の場合に降雪し易い、いわゆる日本海型の降雪である。なお、南信地方の伊那谷は、飯田市の旧南信濃村地域を除き雪は少ないものの、寒暖の差が激しい。
- 高遠城
（伊那市）
- 大王わさび農場
（安曇野市）
- 釈尊寺
（小諸市）
- 地獄谷温泉
（山ノ内町）

| 平年値 （月単位） | 平年値 （月単位） | 北信地方      | 北信地方        | 北信地方        | 北信地方      | 北信地方        | 北信地方        | 東信地方        | 東信地方      | 東信地方        | 東信地方      | 東信地方      | 東信地方      | 東信地方        | 中信地方        | 中信地方      |
| 平年値 （月単位） | 平年値 （月単位） | 野沢温泉      | 飯山            | 信濃            | 長野          | 長野市 信州新町 | 白馬            | 上田市 菅平     | 上田          | 東御            | 軽井沢        | 佐久          | 立科          | 南牧村 野辺山   | 大町            | 安曇野市 穂高 |
| ----------------- | ----------------- | ------------- | --------------- | --------------- | ------------- | --------------- | --------------- | --------------- | ------------- | --------------- | ------------- | ------------- | ------------- | --------------- | --------------- | ------------- |
| 平均 気温 (°C)    | 最暖月            | 23.6 （8月）  | 24.4 （8月）    | 21.9 （8月）    | 24.9 （8月）  | 23.9 （8月）    | 22.5 （8月）    | 19.3 （8月）    | 24.9 （8月）  | 21.6 （8月）    | 20.3 （8月）  | 23.2 （8月）  | 22.6 （8月）  | 19.0 （8月）    | 22.0 （8月）    | 24.2 （8月）  |
| 平均 気温 (°C)    | 最寒月            | −1.4 （1月）  | −2.0 （1月）    | −3.2 （1月）    | −0.7 （1月）  | −1.1 （1月）    | −2.9 （1月）    | −6.1 （1、2月） | −0.5 （1月）  | −2.5 （1、2月） | −3.6 （1月）  | −1.8 （1月）  | −2.1 （1月）  | −5.2 （1、2月） | −2.8 （1、2月） | −1.0 （1月）  |
| 降水量 (mm)       | 最多月            | 296.7 （1月） | 188.7 （1月）   | 182.2 （7月）   | 137.1 （7月） | 161.0 （7月）   | 295.8 （7月）   | 147.1 （7月）   | 144.1 （9月） | 159.5 （9月）   | 185.5 （7月） | 165.5 （9月） | 170.0 （9月） | 227.6 （9月）   | 187.3 （7月）   | 52.5 （8月）  |
| 降水量 (mm)       | 最少月            | 76.7 （4月）  | 62.5 （4月）    | 65.8 （4月）    | 38.2 （12月） | 41.5 （12月）   | 112.4 （11月）  | 63.8 （11月）   | 17.5 （12月） | 18.8 （12月）   | 20.8 （12月） | 15.4 （12月） | 19.3 （1月）  | 29.5 （12月）   | 58.5 （12月）   | 24.8 （12月） |
| 平年値 （月単位） | 平年値 （月単位） | 中信地方      | 中信地方        | 中信地方        | 中信地方      | 中信地方        | 中信地方        | 中信地方        | 南信地方      | 南信地方        | 南信地方      | 南信地方      | 南信地方      | 南信地方        | 南信地方        | 南信地方      |
| 平年値 （月単位） | 平年値 （月単位） | 松本          | 松本市 松本今井 | 松本市 奈川     | 塩尻 木曽平沢 | 木曽町 開田高原 | 木曽町 木曽福島 | 南木曽          | 諏訪          | 原村            | 辰野          | 伊那          | 飯島          | 飯田            | 飯田市 南信濃   | 阿智村 浪合   |
| 平均 気温 (°C)    | 最暖月            | 24.3 （8月）  |                 | 20.3 （8月）    | 22.3 （8月）  | 19.8 （8月）    | 22.6 （8月）    | 23.2 （8月）    | 23.5 （8月）  | 21.4 （8月）    | 23.2 （8月）  | 23.1 （8月）  | 22.9 （8月）  | 24.7 （8月）    | 24.2 （8月）    | 20.9 （8月）  |
| 平均 気温 (°C)    | 最寒月            | −0.6 （1月）  |                 | −3.5 （1、2月） | −2.1 （1月）  | −4.8 （1月）    | −1.7 （1月）    | −0.6 （1月）    | −1.5 （1月）  | −3.1 （1月）    | −1.3 （1月）  |               | −0.8 （1月）  | 0.6 （1月）     | 0.9 （1月）     | −2.4 （1月）  |
| 降水量 (mm)       | 最多月            | 155.9 （9月） |                 | 275.9 （9月）   | 260.7 （7月） | 293.4 （9月）   | 273.0 （9月）   | 385.3 （7月）   | 203.8 （9月） | 208.8 （7月）   | 151.1 （9月） |               | 280.5 （9月） | 232.9 （9月）   | 267.8 （9月）   | 378.6 （9月） |
| 降水量 (mm)       | 最少月            | 23.3 （12月） |                 | 71.8 （12月）   | 62.5 （12月） | 63.7 （12月）   | 53.7 （12月）   | 87.1 （12月）   | 33.8 （12月） | 31.6 （12月）   | 34.0 （12月） |               | 55.0 （12月） | 47.7 （12月）   | 49.7 （12月）   | 83.3 （12月） |

### 気象庁による区分
長野県北部（甲信地方北部のうち）

気象庁の長野県の区分

- 中野飯山地域 - 飯山市・中野市・下水内郡・下高井郡
- 長野地域 - 長野市・須坂市・千曲市・上高井郡・上水内郡・埴科郡
- 北アルプス地域 - 大町市・北安曇郡

長野県中部（甲信地方北部のうち）
- 上田地域 - 上田市・東御市・小県郡
- 佐久地域 - 佐久市・小諸市・北佐久郡・南佐久郡
- 松本地域 - 松本市（旧安曇村と旧奈川村を除く）・塩尻市（旧楢川村を除く）・安曇野市・東筑摩郡
- 諏訪地域 - 岡谷市・諏訪市・茅野市・諏訪郡
- 乗鞍・上高地地域 - 松本市（旧安曇村と旧奈川村）

長野県南部（甲信地方南部のうち）
- 上伊那地域 - 伊那市・駒ヶ根市・上伊那郡
- 下伊那地域 - 飯田市・下伊那郡
- 木曽地域 - 塩尻市（旧楢川村）・木曽郡

地方気象台による警報・注意報は、原則として各市町村ごとに発表される。ただし、松本市は「松本」および「乗鞍上高地」、塩尻市は「塩尻」および「楢川」に別けて発表される。

### 豪雪指定
- 豪雪地帯

全域：中野市、松川村、飯綱町、小川村
一部：長野市、松本市、上田市、飯田市、須坂市、大町市、安曇野市
- 特別豪雪地帯

全域：飯山市、白馬村、小谷村、高山村、山ノ内町、木島平村、野沢温泉村、信濃町、栄村
一部：長野市

## 地域

### 日本の地域区分における長野県の位置付け
長野県は、日本のほぼ中央に位置しているが、東西の分類では中部電力など一部の企業や団体で西日本に分類されることもあり、文化的・歴史的・人口の比率・面積の比率からして東日本に分類されることもある。地方の分類では中部地方、甲信地方、信越地方、甲信越地方、北信越地方などがある。

### 自治体
- 県内には計77の自治体がある。このうち市が19市、郡が14郡、町が23町、村は35村で約半分近くが「村」である。平成の大合併においては非大都市圏の県としてはあまり積極的に合併は行われず、市町村数77は全都道府県中北海道に次いで第2位、村の数は47都道府県で最多である。このうち人口面で町制施行要件を満たす村（人口8,000人以上、太字表記）は5村、市制施行要件を満たす町は存在しない[11]。
- DIDは市部のほか、下諏訪町と箕輪町に設定されている。
- 町は阿南町（あなんちょう）を除いて「まち」、村はすべて「むら」と読む。

県による区分では地方事務所の管轄に準じて10地域に細分化される。
| 北信地域（76,544人） - 市 - 飯山市 - 中野市 - 下高井郡 - 山ノ内町 - 木島平村 - 野沢温泉村 - 下水内郡 - 栄村 長野地域（512,965人） - 市 - 長野市（県庁所在地） - 須坂市 - 千曲市 - 上水内郡 - 信濃町 - 飯綱町 - 小川村 - 上高井郡 - 小布施町 - 高山村 - 埴科郡 - 坂城町 佐久地域（202,521人） - 市 - 小諸市 - 佐久市 - 北佐久郡 - 軽井沢町 - 御代田町 - 立科町 - 南佐久郡 - 小海町 - 佐久穂町 - 川上村 - 南牧村 - 南相木村 - 北相木村 上田地域（187,242人） - 市 - 上田市 - 東御市 - 小県郡 - 長和町 - 青木村 松本地域（413,483人） - 市 - 松本市 - 塩尻市 - 安曇野市 - 東筑摩郡 - 麻績村 - 筑北村 - 生坂村 - 山形村 - 朝日村 | 木曽地域（22,853人） - 木曽郡 - 木曽町 - 上松町 - 南木曽町 - 木祖村 - 王滝村 - 大桑村 北アルプス地域（53,290人） - 市 - 大町市 - 北安曇郡 - 池田町 - 松川村 - 白馬村 - 小谷村 上伊那地域（173,298人） - 市 - 伊那市 - 駒ヶ根市 - 上伊那郡 - 辰野町 - 箕輪町 - 飯島町 - 南箕輪村 - 中川村 - 宮田村 南信州地域（145,978人） - 市 - 飯田市 - 下伊那郡 - 松川町 - 高森町 - 阿南町 - 阿智村 - 平谷村 - 根羽村 - 下條村 - 売木村 - 天龍村 - 泰阜村 - 喬木村 - 豊丘村 - 大鹿村 諏訪地域（185,711人） - 市 - 岡谷市 - 諏訪市 - 茅野市 - 諏訪郡 - 下諏訪町 - 富士見町 - 原村 | 長野市松本市東御市1飯田市諏訪市須坂市小諸市伊那市駒ヶ根市中野市大町市飯山市茅野市塩尻市佐久市千曲市上田市安曇野市小海町川上村南牧村南相木村北相木村佐久穂町軽井沢町234長和町5富士見町原村辰野町箕輪町飯島町6中川村宮田村松川町高森町阿南町阿智村平谷村根羽村78天龍村泰阜村喬木村豊丘村大鹿村上松町南木曽町木祖村王滝村大桑村木曽町910山形村朝日村1112松川村白馬村小谷村坂城町13高山村山ノ内町木島平村野沢温泉村信濃町小川村飯綱町栄村 長野県の自治体 / 略数字 : 1.岡谷市, 2.御代田町, 3.立科町, 4.青木村, 5.下諏訪町, 6.南箕輪村, 7.下條村, 8.売木村, 9.麻績村, 10.生坂村, 11.筑北村, 12.池田町, 13.小布施町 |

（人口は2025年7月1日現在）

### 都市圏
都市雇用圏（10%通勤圏、中心都市DIDが1万人以上）の変遷
- 北陸新幹線（1997年（平成9年）開業）の駅が設置された都市圏は太字

| 地域     | 1980年                 | 1990年                 | 2000年                        | 2005年                        | 2010年                        | 2015年                        | 2020年                        |                  |
| -------- | ---------------------- | ---------------------- | ----------------------------- | ----------------------------- | ----------------------------- | ----------------------------- | ----------------------------- | ---------------- |
| 北信地方 | 長野 都市圏 51万4136人 | 長野 都市圏 53万6895人 | 長野 都市圏 60万9811人        | 長野 都市圏 61万0687人        | 長野 都市圏 60万2781人        | 長野 都市圏 58万9549人        | 長野 都市圏 59万9581人        |                  |
| 北信地方 | 中野 都市圏 5万8282人  | 中野 都市圏 5万8676人  | 中野都市圏は 長野都市圏に包含 | 中野都市圏は 長野都市圏に包含 | 中野都市圏は 長野都市圏に包含 | 中野都市圏は 長野都市圏に包含 | 中野都市圏は 長野都市圏に包含 |                  |
| 中信地方 | 松本 都市圏 37万1850人 | 松本 都市圏 41万7666人 | 松本 都市圏 44万4926人        | 松本 都市圏 45万5352人        | 松本 都市圏 45万0869人        | 松本 都市圏 44万7802人        | 松本 都市圏 44万2649人        |                  |
| 東信地方 | 上田 都市圏 20万5775人 | 上田 都市圏 21万6017人 | 上田 都市圏 22万7062人        | 上田 都市圏 22万3463人        | 上田 都市圏 21万7421人        | 上田 都市圏 21万2314人        | 上田 都市圏 20万7902人        |                  |
| 東信地方 | 佐久 都市圏 8万7797人  | 佐久 都市圏 9万8348人  | 佐久 都市圏 16万2355人        | 佐久 都市圏 18万9058人        | 佐久 都市圏 18万6206人        | 佐久 都市圏 18万2007人        | 佐久 都市圏 17万7642人        |                  |
| 東信地方 | 小諸 都市圏 4万8346人  | 小諸 都市圏 4万4888人  | 小諸都市圏は 佐久都市圏に包含 | 小諸都市圏は 佐久都市圏に包含 | 小諸都市圏は 佐久都市圏に包含 | 小諸都市圏は 佐久都市圏に包含 | 小諸都市圏は 佐久都市圏に包含 |                  |
| 南信地方 | 飯田 都市圏 14万1286人 | 飯田 都市圏 14万6498人 | 飯田 都市圏 16万9427人        | 飯田 都市圏 17万1491人        | 飯田 都市圏 16万6652人        | 飯田 都市圏 15万9632人        | 飯田 都市圏 15万2536人        |                  |
| 南信地方 | 諏訪 都市圏 11万4705人 | 諏訪 都市圏 10万9028人 | 諏訪 都市圏 13万0616人        | 諏訪 都市圏 13万3323人        | 諏訪 都市圏 20万4875人        | 諏訪 都市圏 19万8475人        | 諏訪 都市圏 19万8475人        |                  |
| 南信地方 | 岡谷 都市圏 11万2678人 | 岡谷 都市圏 10万9260人 | 岡谷 都市圏 8万0325人         | 岡谷 都市圏 7万7562人         | 岡谷都市圏は 諏訪都市圏に包含 | 岡谷都市圏は 諏訪都市圏に包含 | 岡谷都市圏は 諏訪都市圏に包含 |                  |
| 南信地方 | 伊那 都市圏 8万4003人  | 伊那 都市圏 11万1759人 | 伊那 都市圏 14万1715人        | 伊那 都市圏 14万2453人        | 伊那 都市圏 19万0402人        | 伊那 都市圏 18万4305人        | 伊那都市圏は消滅              | 伊那都市圏は消滅 |

### 地域的特徴

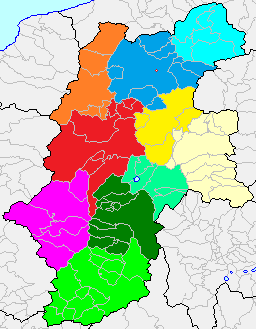
■青系色：北信地方（水色：北信地域、青：長野地域）
■黄系色：東信地方（黄色：上田地域、薄黄：佐久地域）
■赤系色：中信地方（オレンジ：北アルプス地域、赤：松本地域、マゼンタ：木曽地域）
■緑系色：南信地方（薄緑：諏訪地域、抹茶色：上伊那地域、黄緑：南信州地域）

北信（北信、長野）

東信（佐久、上田）

中信（松本、木曽、北アルプス）

平成の大合併は、他県ほど実施されず、中小自治体が櫛比する。ただし、広域連合制度が県内全市町村で活用されており、一部事務組合による広域行政も活発である。2005年（平成17年）には長野県から岐阜県中津川市へ越県合併の事例もあった。
明治22年（1889年）の明治の大合併の際にも合併件数は少なかったが、これは明治時代初頭の地租改正以後に、小規模な藩政村の統合が進んだことが理由であり、その結果として誕生しした広大な村に通し番号で地番を振ったため、県内では地番が5桁になることも珍しくない。また、上述の理由により大字が編成されず、町村名の次に番地が来る住所も多い。
北信（北信地域、長野地域）、東信（佐久地域、上田地域）、中信（松本地域、木曽地域、北アルプス地域）、南信（上伊那地域、南信州地域、諏訪地域）の4地域は、自然地理や歴史や交通などの各面で、特徴がまったく異なっている。
これは、「信濃の国」（県歌）における「松本、伊那、佐久、善光寺」の4区分にも象徴されている。大まかに分けると、北信、東信、中信、南信は、それぞれ長野県の北部、東部、西部、南部の地域となっており、北信と南信を除いて4地域は互いに接している。
北陸新幹線・信越本線・飯山線・小海線や国道18号・上信越自動車道の沿線である北信と東信は、千曲川流域でおもに中山道と北国街道沿線にあたる。
北信は、新潟県・群馬県に接しており、戦国時代には村上氏・武田氏・織田氏・上杉氏の支配圏に置かれてきた。善光寺街道沿いであった経緯や北陸新幹線・上信越自動車道で接続していることから、新潟県、群馬県、東京とのつながりが深い。
近年では、首都圏からの観光客も多く訪れている。また、中信とは長野自動車道・篠ノ井線により接続している。北信は長野盆地を中心とした地域であり、新潟県に近いことから、海水浴で日本海へ行く者も多い。
一方の東信は、群馬県・埼玉県・山梨県に接しており、戦国時代には武田氏・織田氏・徳川氏・北条氏・真田氏の支配権に置かれてきた。中山道と北国街道の合流点であった歴史的経緯や北信と同様に北陸新幹線・上信越自動車道で接続していることから、浅間山や碓氷峠を越えた群馬県、東京都との交流も深い。
また、野辺山高原を経由する国道141号・小海線によりつながる山梨県との交流も深い。山梨県との間には現在、中部横断自動車道が整備中である。三国峠 (長野県・埼玉県)を経由して、埼玉県とも接しているが、道路事情が悪いため物流はほとんどない。道路で雁坂峠の国道140号が開通する前には、碓氷峠 - 東信 - 山梨県 - 静岡県大井川以東のルートが、国道16号圏内を経由せずに関東地方内を迂回する最短ルートとなっていたために、関東志向がもっとも強い地域になっている。
これらに対して、中央本線・飯田線・大糸線や中央自動車道・長野自動車道の沿線である中信と南信は、中山道、甲州街道、千国（ちくに）街道（糸魚川街道、松本街道）、北国西街道、三州街道沿線にあたる。
中信は、新潟県・富山県・岐阜県に接しており、戦国時代には小笠原氏・仁科氏・木曾氏を経て、武田氏・織田氏の支配権に置かれてきた。中山道、甲州街道、千国街道（糸魚川街道、松本街道）、三州街道の沿線であったことから、新潟県、岐阜県、山梨県、愛知県、東京都との交流が深い。
北国西街道沿線には長野自動車道が整備されており、長野地域と接続している。中信の北部に位置する北アルプス地域は、飛騨山脈のすぐ東側に位置しており、登山・スキーなどの観光が盛んで、日本最大規模の八方尾根スキー場や、栂池高原スキー場があり、長野オリンピックの会場にもなった。観光の面では、関東地方からだけでなく関西地方からの観光客も多い。
また、国道147号・国道148号を経由してつながる新潟県との交流もあり、山岳観光ルートの立山黒部アルペンルートにより富山県とも接している。また、中信の中部に位置する松本地域（中信）は、諏訪地域（南信）とともに中山道と甲州街道の沿線として発展した地域で、山梨県、東京都、岐阜県（東濃、飛騨）との交流が深い。中信の南部に位置する木曽地域（中信）は、広域の名古屋圏（中京圏）であり、歴史的に中世以前は美濃国に属し江戸時代には尾張藩領であったことや、国道19号（中山道）を通して、岐阜県・愛知県と接続しているため、経済や文化の面でつながりが深い。
一方、南信は、山梨県、静岡県、愛知県に接しており、戦国時代には諏訪氏・武田氏・織田氏・徳川氏の支配圏に置かれてきた。中山道、甲州街道、三州街道の沿線であったことから、山梨県、東京都、静岡県、愛知県との交流が深い。諏訪地域は、松本地域（中信）とともに中山道と甲州街道の沿線として発展した地域で、山梨県、東京都、岐阜県東濃地方との交流が深い。
また、南信州地域（南信）は、広域の名古屋圏（中京圏）であり、中央自動車道・国道153号（三州街道、足助街道）を通して、岐阜県東濃地方、愛知県名古屋・尾張・西三河地方、さらには三重県と接続しているため、経済や文化の面でつながりが深い。
さらに、南信州地域では、静岡県・愛知県東三河地方とも隣接しているが、道路事情が悪いため、物流が発達していない。現在、三遠南信自動車道（飯田市 - 浜松市）を建設中であるが、全通するかは未定である。また、JR飯田線、国道151号線で、新城市・豊川市を経て豊橋市に出られる。
水系は、北信・中信（松本地域、北アルプス地域）・東信（一部を除く）が日本海側水系に属するのに対して、南信・中信（木曽地域）・東信（佐久市・立科町・南牧村の一部）は太平洋側水系に属している。
一般に、南信州地域、木曽地域は名古屋志向が強く、その他の地域は東京志向が強い。近世以前は中山道沿いという面で信濃国全体でまとまりがあったが、明治時代に東京が首都になり交通が整備されると、
1. 北陸新幹線（旧信越本線）を経由して東京とのつながりが深い北信・長野・上田・佐久地域
2. 中央本線を経由して東京とのつながりが深い北アルプス・松本・諏訪・上伊那地域
3. 名古屋とのつながりの深い木曽・南信州地域

という3地域に区分できるようになった。
ただし北陸新幹線開通後は北アルプス地域の住民の多くはバスで長野駅まで行き新幹線利用に代わってきている。

## 歴史

### 原始
長野県域では旧石器時代の遺跡がいくつか発掘調査されている。その中の野尻湖遺跡群（立ヶ鼻遺跡）から人類が活躍していたことを示す槍状木器・骨器・剥片石器などの遺物が発見されている。この遺跡はナウマンゾウやオオツノシカなどの大型哺乳動物を解体したキルサイトと推定されている。時期は約2万5000年前から3万年前のものである。全国で発見されている斧形石器の約4分の1にあたる239点を出土し、刃の部分を砥石で研磨したものが多く、世界でももっとも古い磨製石器と言われている。そのほか、この時代の遺跡としては仲町（信濃町）・日向林B（信濃町）・石子原（飯田市）遺跡が発見されている。
2000年代の前半に竹佐中原（たけさなかはら）遺跡（飯田市）が発掘・調査されている。この遺跡の石器集中地点4か所から石器を含む800点あまりの旧石器時代の遺物が出土した。この石器包含層の自然科学分析（火山灰分析、植物珪酸体分析、炭素14年代測定、光ルミネッセンス年代測定など）が行われ「3万年より古く5万年より新しい」という結果が出た。今までは、日本列島に人々が居住し始めたのは後期旧石器時代の約3万年前以降であると考えられていたが、この遺跡の発掘調査で中期旧石器時代の終わりごろ（3万年前から5万年前）には本県に人々が生活を始めていたことが証明された。
2万年前以降では剥片石器を特徴とする石器群が県内各地から発見されるようになる。後期旧石器時代が終わるころには日本で最初の細石刃が矢出川遺跡（南牧村）で見つかっている。
有史以前、県内には縄文時代の遺跡が多数分布し、この時代の中心地のひとつであった。茅野市で発掘された土偶は2体が国宝とされている。また小県郡長和町の和田峠は日本における黒曜石の代表的な産地であり、諏訪郡原村の阿久遺跡は最古級の環状集石とされている。
続く弥生文化は、まず東海地方から長野県南西部へと伝わり、その後、日本海側の北陸地方から北部へと伝わったと考えられている。この2ルートでの波及が原因かは不明であるが、中野市の柳沢遺跡からは、東日本では唯一となる一緒に埋納された銅鐸と銅戈が出土している（銅鐸と銅戈が一緒に出土したのは日本全国でも数例しかなく、また大阪湾型と九州型の銅戈が混在していることもきわめて稀なケース）。

### 明治維新後
府藩県三治制
- 明治元年8月2日（1868年9月17日） - 明治政府の府藩県三治制導入により、信濃国の旗本領・幕府領が伊那県となる（県庁所在地は伊那郡飯島村＝現飯島町）[16]。
- 明治3年9月17日（1870年10月11日） - 伊那県のうち北信および東信の旗本領・幕府領が中野県として分立する（管轄地域は伊那県の項目を参照。県庁所在地は高井郡中野村＝現中野市）も、その年12月に中野県庁が中野騒動（維新後の信濃国内で多発した世直し騒動の一環）により全焼。高石和道大参事が逐電。
- 明治4年6月2日（1871年7月19日） - 廃藩となった龍岡藩のうち信濃国内の領地を中野県に編入。
- 明治4年6月22日（1871年8月8日） - 善光寺領を編入。県庁が中野から長野に移転し、長野県が発足。明治7年10月25日の県庁舎新築まで善光寺門前の西方寺を仮庁舎とする。

廃藩置県
- 明治4年7月14日（1871年8月29日） - 廃藩置県により、信濃国内の12藩が県に置き換わり、伊那県・長野県を併せ14県になった。
- 明治4年11月20日（1871年12月31日） - 第1次府県統合により、飯山県、松代県、須坂県、上田県、小諸県、岩村田県、椎谷県の信濃国部分を長野県に編入し、県域が東信と北信に拡大。伊那県、松本県、高島県、高遠県、飯田県、名古屋県の信濃部分、高山県（旧飛騨国）が合併し、筑摩県となる。
- 明治5年（1872年） - 学制施行。第七大区に属す（のちに第六大区）。

### 近現代
- 1876年（明治9年）8月21日 - 筑摩県が分割され旧高山県は岐阜県に編入、信濃国部分（中信・南信・北アルプス地域）が長野県に編入され現在の長野県が発足した。法令による廃止はないが、置き換わる長野県の発足により実質的に令制国である信濃国が廃止された。
- 1879年（明治12年）1月14日 - 前年の郡区町村編制法により、南佐久郡・北佐久郡・小県郡・更級郡・埴科郡・上水内郡・上高井郡・下高井郡・下水内郡・北安曇郡・南安曇郡・東筑摩郡・西筑摩郡・諏訪郡・上伊那郡・下伊那郡が発足（※自治体としての郡は1926年（大正15年）6月30日の郡制廃止により消滅）。
- 1888年（明治21年）5月1日 - 官設鉄道（後の日本国有鉄道）関山駅 - 長野駅間が開業。県内初の鉄道となる。
- 1889年（明治22年）4月1日 - 市町村制施行にともない、16町375村が発足（16町の内訳は岩村田・小諸・上田・長久保新・長窪古・高遠・飯田・松本・大町・稲荷山・屋代・松代・須坂・中野・長野・飯山）。
- 1893年4月1日 - 官設鉄道横川駅 - 軽井沢駅間が開業。後の信越本線が全通し、長野県と東京方面が鉄道で結ばれる。
- 1926年（大正15年） - 当時の梅谷光貞県知事が地元の意見を聞かずに3つの警察署（岩村田・屋代・中野）を廃止すると発表したのをきっかけに暴動がおきる。いわゆる警廃事件が発生。これをきっかけに知事公選を求める運動が起きた。
- 1941年（昭和16年）7月15日 - 長野市付近を震源とする長野地震が発生。死者5人[報 5]。
- 1942年（昭和17年） - 1926年6月30日に、地方自治体としての法人格が廃止された郡に代わって、地方事務所が設置される。
- 1944年（昭和19年）11月11日 - 松代町（現在の長野市）で松代大本営が着工。
- 1945年（昭和20年） - 米軍機が長野市や上田市に空襲。死者40名（長野空襲）。
- 1947年（昭和22年）4月12日 - 林虎雄知事が就任。
- 1948年（昭和23年） - 長野県庁庁舎一部焼失をきっかけに分県論が勃発。県議会で採決されるも議場を埋め尽くした県民の「信濃の国」大合唱により流会（とする説があるが、事実ではない）、結局否決される。これがのちの県歌制定の素地となる。ただし、仮に可決されても国（内閣）や国会は分県を認めない方針であったという[報 6]。
- 1956年（昭和31年）6月1日 - 災害復興の支出などによる県財政赤字のため、地方財政再建促進特別措置法を適用。財政再建団体に指定。
- 1958年（昭和33年）10月15日 - 西筑摩郡神坂村が自治庁の裁定により分村。馬籠地区を山口村に編入し、湯舟沢地区を岐阜県中津川市に編入させる。世にいう島崎藤村騒動。
- 1959年（昭和34年）4月26日 - 西沢権一郎知事が就任。
- 1961年（昭和36年）4月1日 - 長野県企業局発足。
- 1962年（昭和37年）3月31日 - 好景気による県財政収入の増加で、当初計画より2年早く財政再建が終了する。
- 1964年（昭和39年）10月16日 - 1964年東京オリンピックの総合馬術競技が軽井沢町で開催（10月24日まで）。
- 1965年（昭和40年）7月16日 - 県営松本空港（愛称：信州まつもと空港）が開港する。
- 1968年（昭和43年） 
  - 5月1日 - 西筑摩郡が木曽郡に郡名を変更する。
  - 5月20日 - 信濃の国を県歌に制定する。
- 1972年（昭和47年）2月19日 - あさま山荘事件が発生する。
- 1975年（昭和50年）
  - 1月1日 - 青木湖バス転落事故が発生する。
  - 8月23日 - 中央自動車道の駒ヶ根IC - 中津川IC間が恵那山トンネルを経由して開通。県内初の高速道路となる。
- 1980年（昭和55年）
  - 3月5日 - 富山・長野連続女性誘拐殺人事件（警察庁広域重要指定111号事件）。長野信用金庫職員の女性（当時20歳）が誘拐・殺害された。県内では初の身代金目的誘拐事件でもあった[報 7]。
  - 10月26日 - 吉村午良知事が就任。
- 1984年（昭和59年）9月14日 - 木曽郡王滝村を中心に長野県西部地震 (Mj 6.8)で甚大な被害を受ける（死者29人）。この地震が起きた長野県西部は特定観測地域に指定されていた。
- 1985年（昭和60年）1月28日 - 犀川スキーバス転落事故が発生する。
- 1991年（平成3年）6月15日 - 1998年冬季オリンピックの長野開催が決定。
- 1993年（平成5年）7月17日 - 信州博覧会開会。
- 1994年（平成6年）
  - 4月28日 - 羽田孜が内閣総理大臣に就任。県内選出の国会議員としては初。
  - 6月27日 - 松本サリン事件が発生する。
  - 6月30日 - 羽田内閣が総辞職し、羽田が総理大臣を退任。
- 1996年（平成8年）12月6日 - 蒲原沢土石流災害が発生する。
- 1997年（平成9年）10月1日 - 北陸新幹線の高崎駅 - 長野駅間が新規開業。当初は「長野行新幹線」、後に「長野新幹線」として案内される。
- 1998年（平成10年）
  - 2月7日 - 長野オリンピックが開会する。
  - 3月5日 - 長野パラリンピックが開会する。
- 2000年（平成12年）10月26日 - 田中康夫知事が就任。
- 2002年（平成14年）
  - 7月5日 - 長野県議会が田中知事の不信任案が可決。同月15日に失職。
  - 9月1日 - 県知事選挙で田中康夫が圧勝。
- 2005年（平成17年）
  - 2月13日 - 木曽郡山口村が越境合併により岐阜県中津川市に編入される。
  - 2月28日 - スペシャルオリンピックス冬季世界大会が開会。
- 2006年（平成18年）9月1日 - 村井仁知事が就任。
- 2008年（平成20年）2月15日 - 新たなキャッチフレーズ「つらなるつながる信州」と新たなロゴマークの使用を開始する。
- 2010年（平成22年）9月1日 - 阿部守一知事が就任。
- 2011年（平成23年）3月12日 - 栄村で震度6強を観測する長野県北部地震 (Mj 6.7) が発生。前日に発生した東北地方太平洋沖地震（東日本大震災を惹起）の誘発地震とされている。
- 2014年（平成26年）
  - 2月14日 - 大雪によって東信地方など平年は積雪量の少ない地域でも2メートル近くの積雪を観測し、交通網が麻痺するなどした。
  - 9月27日 - 長野県と岐阜県の県境に存在する御嶽山が噴火。登山客が巻き込まれ、58人が死亡。犠牲者数が戦後最大の火山災害となった。
  - 11月22日 - 長野市、小谷村、小川村で震度6弱を観測する長野県神城断層地震 (Mj 6.7) が発生。
- 2015年（平成27年）3月14日 - 北陸新幹線の長野駅 - 金沢駅間が延伸開業。従来の「長野新幹線」という案内は「北陸新幹線」へ変更。
- 2016年（平成28年）1月15日 - 軽井沢スキーバス転落事故が発生。
- 2019年（令和元年）10月12日 - 令和元年東日本台風により千曲川の護岸崩壊、堤防決壊が相次いだ。上信越自動車道や国道254号などの交通網が一時通行禁止となったり、上田電鉄別所線の千曲川橋梁崩落、権兵衛トンネルの橋梁崩壊を始め各地に被害を残した。
- 2020年（令和2年） - 新型コロナウィルス感染症が県内でも感染拡大した。営業自粛などにより破産に追い込まれる企業が続出した。

## 人口
長野県は県歌「信濃の国」において「松本、伊那、佐久、善光寺」と歌われる4つの盆地に、上田盆地と諏訪盆地を含めた6か所に人口の大半が居住する。それぞれの盆地において、一つないしは二つの中規模都市が盆地とその周辺の山間部全体の核としての役割を果たしており、県内における増減率の地域差は比較的小さい。ただし全体が町村で占められる山間部の木曽地域は人口減が激しい他、最大都市長野市を中心とする北信地方、第二都市松本市を中心とする中信地方、第三都市上田市・第四都市佐久市のある東信地方と比べて、南信地方はやや減少率が高い。

長野県市町村人口増減率分布図（2015年度と2020年度国勢調査から算出）
増加
2.5 - 4.99 %
0.0 - 2.49 %
減少
0.0 - 2.5 %
2.5 - 5.0 %
5.0 - 7.5 %
7.5 - 10.0 %
10.0 % 以上
±0.0 %（増減無し）

| 増加 2.5 - 4.99 % 0.0 - 2.49 % | 減少 0.0 - 2.5 % 2.5 - 5.0 % 5.0 - 7.5 % 7.5 - 10.0 % 10.0 % 以上 |

| |                                        |  |
| 長野県と全国の年齢別人口分布（2005年） | 長野県の年齢・男女別人口分布（2005年） |  |
| ■紫色 ― 長野県 ■緑色 ― 日本全国 | ■青色 ― 男性 ■赤色 ― 女性              |  |
| 長野県（に相当する地域）の人口の推移 \| 1970年（昭和45年） \| 1,954,603人 \| \| \| 1975年（昭和50年） \| 2,015,360人 \| \| \| 1980年（昭和55年） \| 2,081,786人 \| \| \| 1985年（昭和60年） \| 2,134,777人 \| \| \| 1990年（平成2年） \| 2,154,465人 \| \| \| 1995年（平成7年） \| 2,191,857人 \| \| \| 2000年（平成12年） \| 2,213,128人 \| \| \| 2005年（平成17年） \| 2,196,114人 \| \| \| 2010年（平成22年） \| 2,152,449人 \| \| \| 2015年（平成27年） \| 2,098,804人 \| \| \| 2020年（令和2年） \| 2,048,011人 \| \| |                                        |  |
| 総務省統計局 国勢調査より |                                        |  |
| 1970年（昭和45年） | 1,954,603人                            |  |
| 1975年（昭和50年） | 2,015,360人                            |  |
| 1980年（昭和55年） | 2,081,786人                            |  |
| 1985年（昭和60年） | 2,134,777人                            |  |
| 1990年（平成2年） | 2,154,465人                            |  |
| 1995年（平成7年） | 2,191,857人                            |  |
| 2000年（平成12年） | 2,213,128人                            |  |
| 2005年（平成17年） | 2,196,114人                            |  |
| 2010年（平成22年） | 2,152,449人                            |  |
| 2015年（平成27年） | 2,098,804人                            |  |
| 2020年（令和2年） | 2,048,011人                            |  |

### 長野県人口動態
2024年8月現在199万人となっており減少傾向となっている。県人口は1974年以降200万人を超えていたが、50年ぶりに200万人を割り込んだ。人口増加率は、人口規模が大きい南関東の1都3県が平均を上げているために全国平均よりは低い数値だが、長年中位の数値で推移している。大都市圏に挟まれた立地もあり若者の人口流出も大きいが、自然が豊かであり、産業や雇用の基盤も整備されていることもあいまって、大都市圏からの地方移住による人口流入も見られる。人口減少率は静岡県とほぼ同じ、福島県や新潟県に比べれば緩やかである。
| 実施年 | 人口（人） | 増減人口（人） | 人口増減率(%) | 国内増減率(%) | 増加率全国順位 |
| ------ | ---------- | -------------- | ------------- | ------------- | -------------- |
| 1960年 | 1,978,663  | -              | -             | -             | -              |
| 1965年 | 1,955,274  | 23,389         | 1.18          | 5.20          | 27位           |
| 1970年 | 1,954,603  | 671            | 0.03          | 5.54          | 28位           |
| 1975年 | 2,015,360  | 60,757         | 3.11          | 7.92          | 28位           |
| 1980年 | 2,081,786  | 66,426         | 3.30          | 4.57          | 27位           |
| 1985年 | 2,134,777  | 52,991         | 2.55          | 3.40          | 22位           |
| 1990年 | 2,154,465  | 19,688         | 0.92          | 2.12          | 22位           |
| 1995年 | 2,191,857  | 37,392         | 1.74          | 1.58          | 16位           |
| 2000年 | 2,213,128  | 21,271         | 0.97          | 1.08          | 14位           |
| 2005年 | 2,196,114  | 17,014         | 0.77          | 0.66          | 24位           |
| 2010年 | 2,152,449  | 43,665         | 1.99          | 0.23          | 30位           |
| 2015年 | 2,098,804  | 53,645         | 2.49          | 0.75          | 28位           |
| 2020年 | 2,048,011  | 50,793         | 2.42          | 0.75          | 20位           |

### 新潟県との人口推移比較
長野県・新潟県の二県は人口規模・面積・首都圏との関係性も似ている。人口規模の近い新潟県と比べて長野県の人口動態を考察する。1960年（昭和35年）時点では46万人程度,新潟県が長野県の人口を上回っていたが、20年毎に約10万人人口差が縮まるペースで推移して2020年（令和2年）国勢調査においては引き続き新潟県が人口上回ってはいるが人口差は15.3万人まで縮まった。2020年以降は更にこの傾向が強まっており、2024年8月現在では11.1万人まで人口差は縮小している。
| 実施年    | 長野県人口(人) | 新潟県人口(人) | 人口差  |
| --------- | -------------- | -------------- | ------- |
| 1960年    | 1,981,433      | 2,442,037      | 460,604 |
| 1980年    | 2,083,934      | 2,451,357      | 367,423 |
| 2000年    | 2,215,168      | 2,475,733      | 260,565 |
| 2020年    | 2,048,011      | 2,201,272      | 153,261 |
| 2024年8月 | 1,990,915      | 2,102,399      | 111,484 |

### 都市

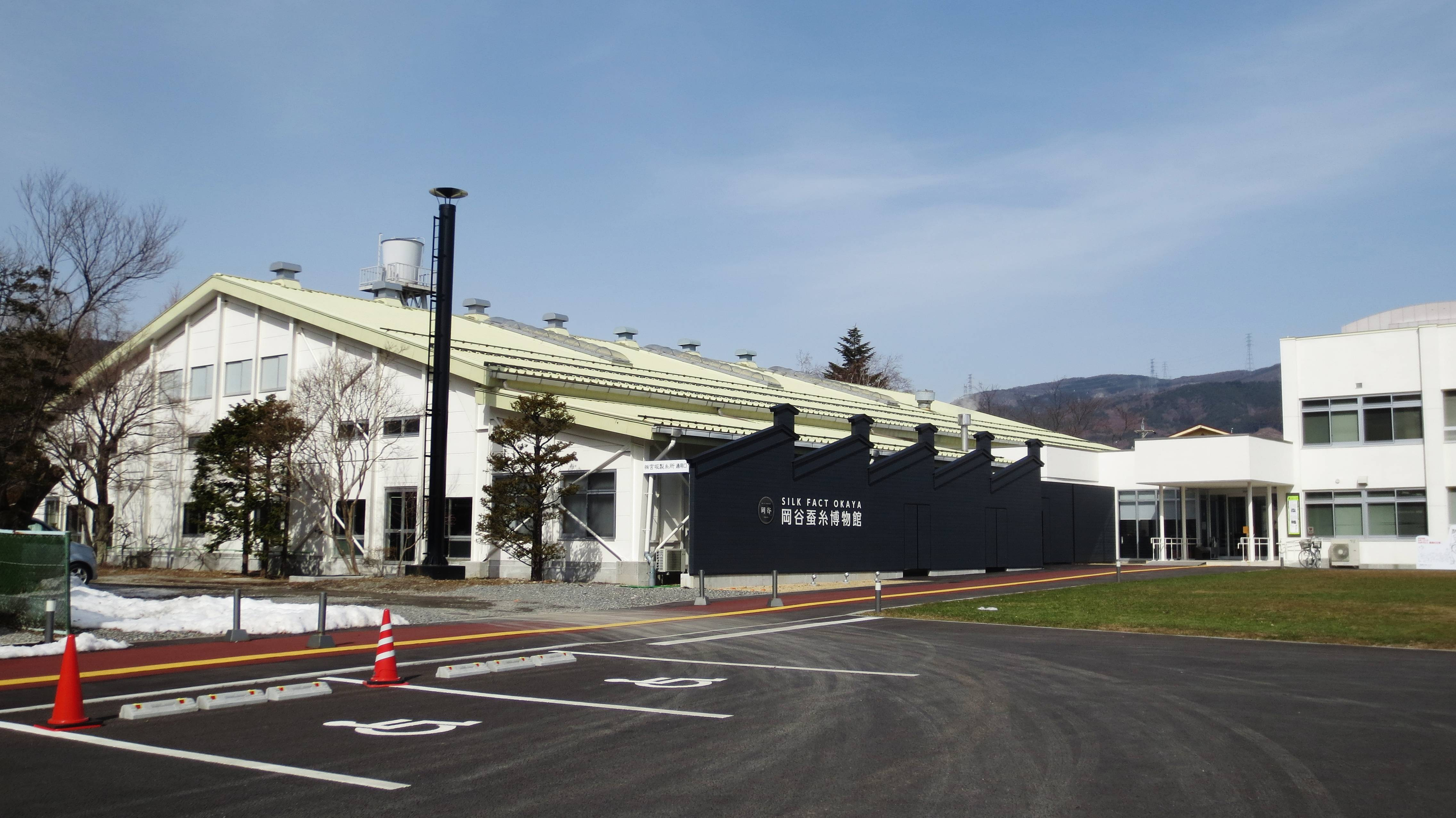
岡谷市
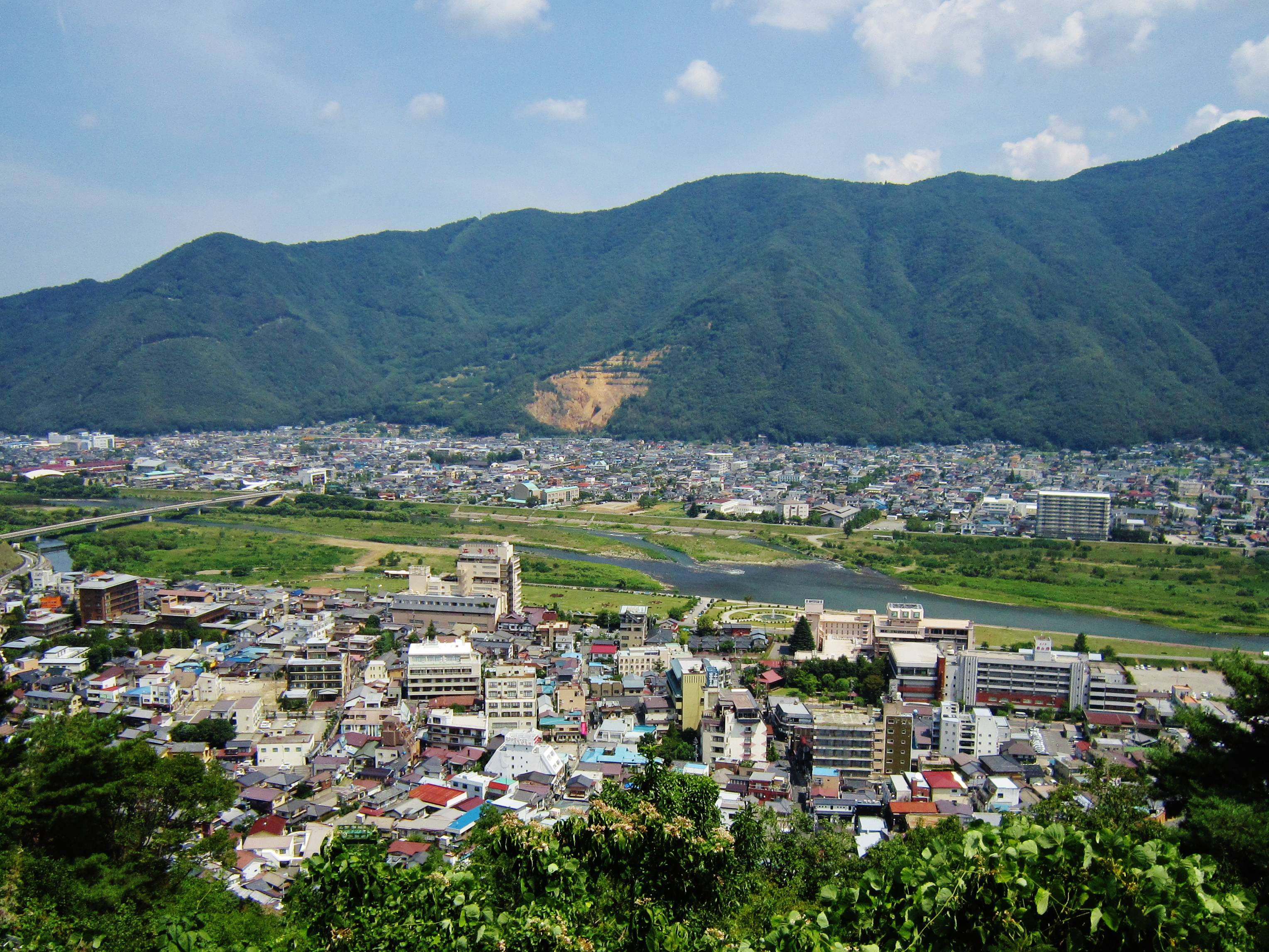
千曲市
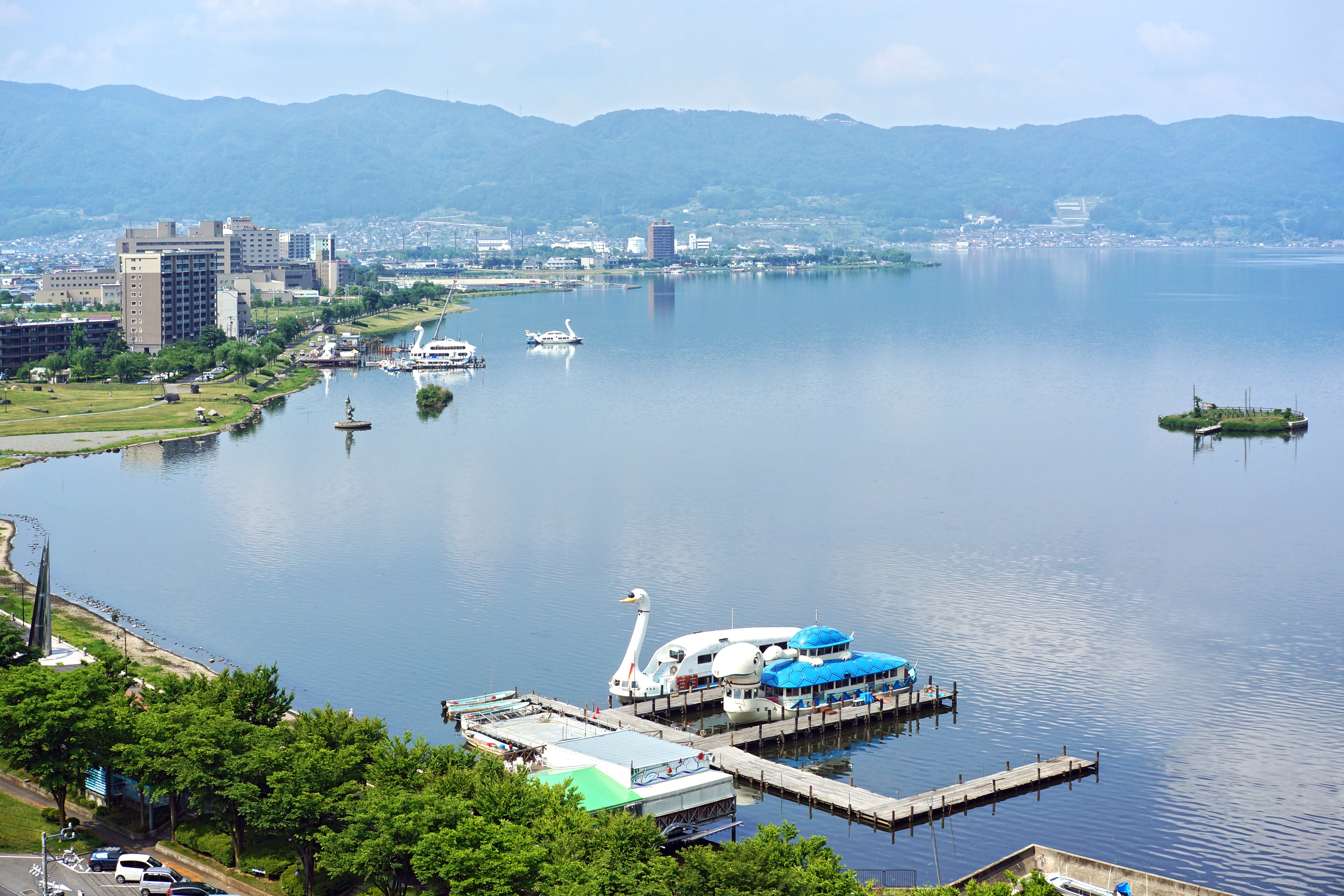
諏訪市
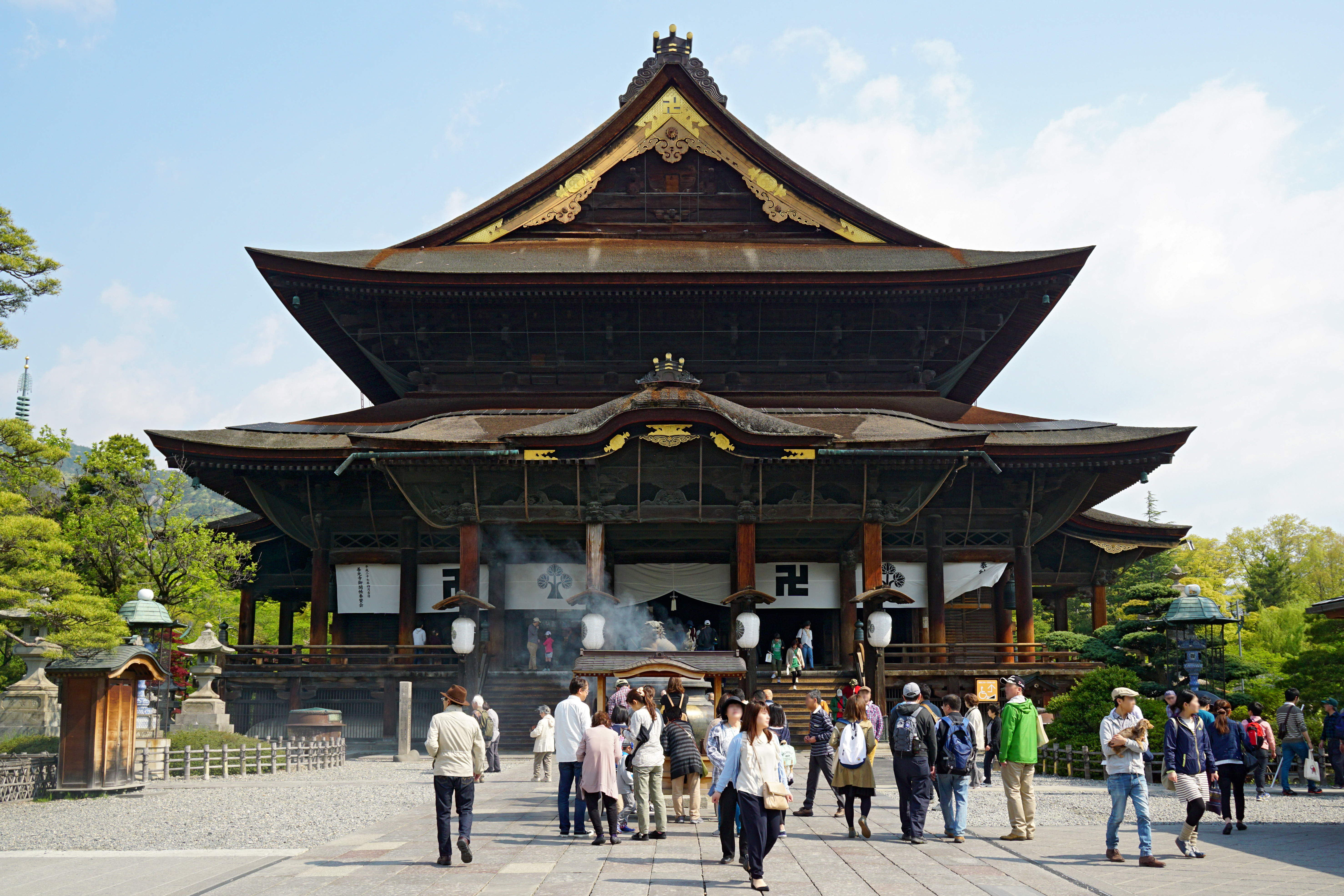
長野市
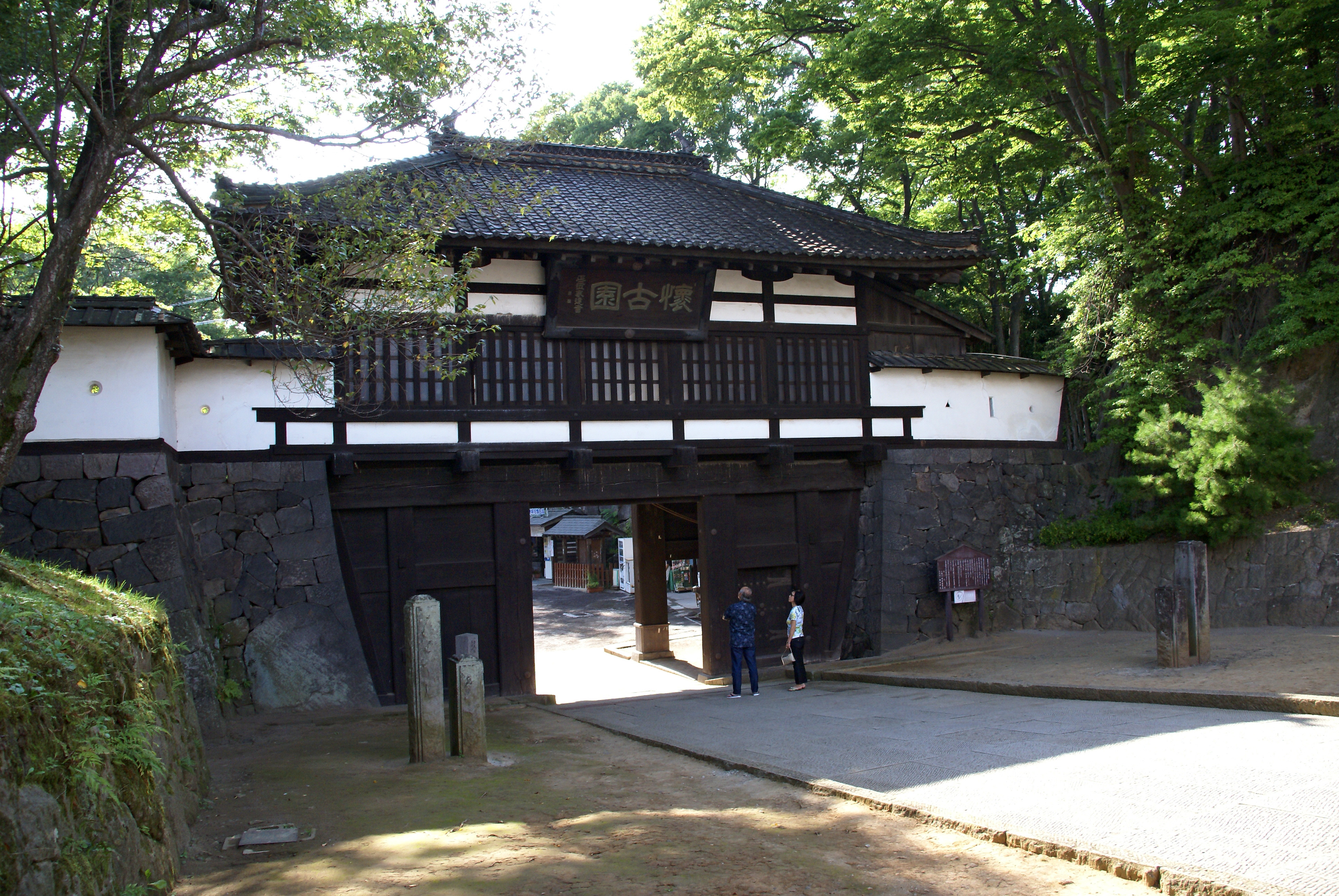
小諸市

長野県内 市別人口ランキング（国勢調査）

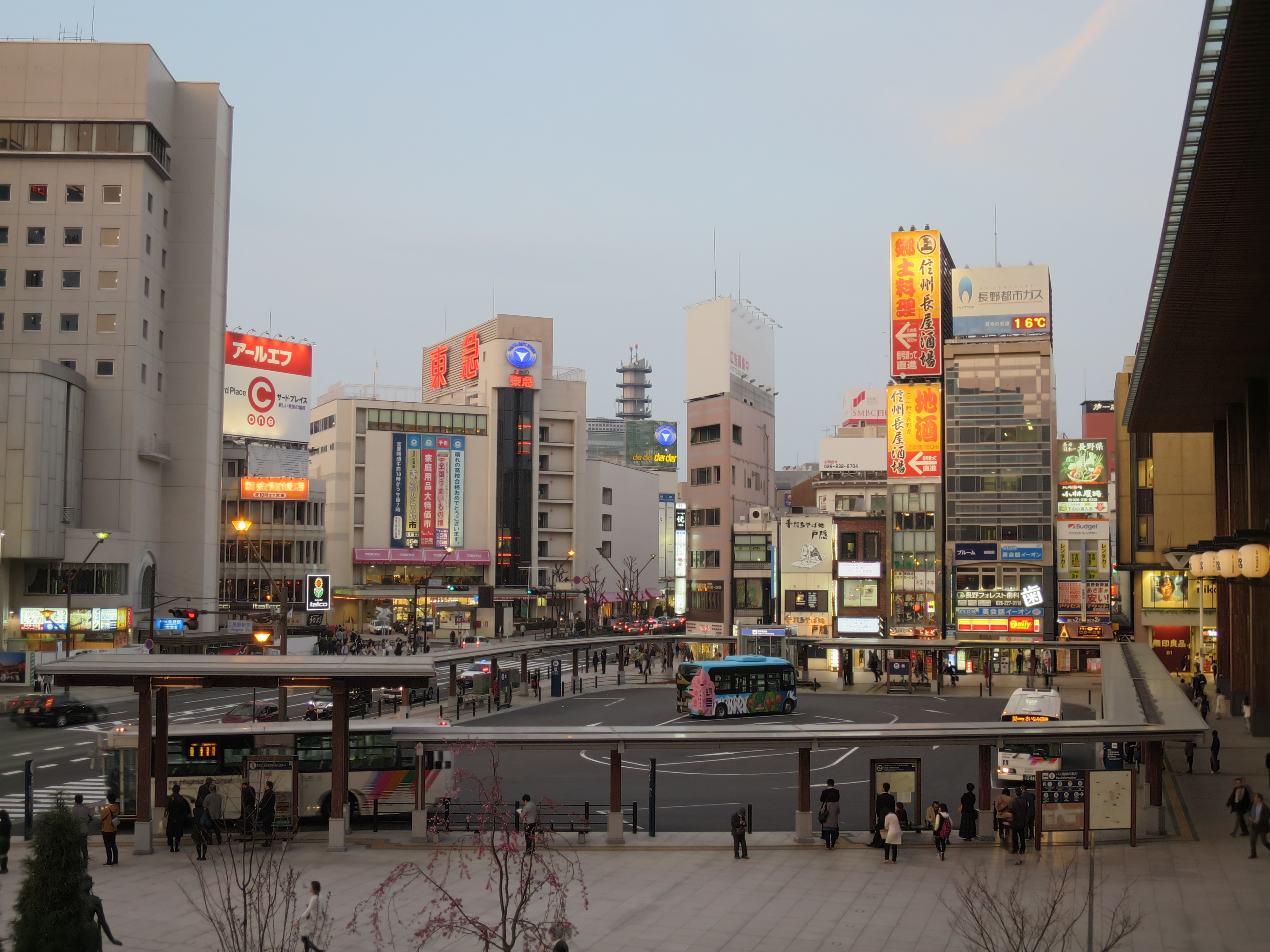
1.長野市（県都・中核市）
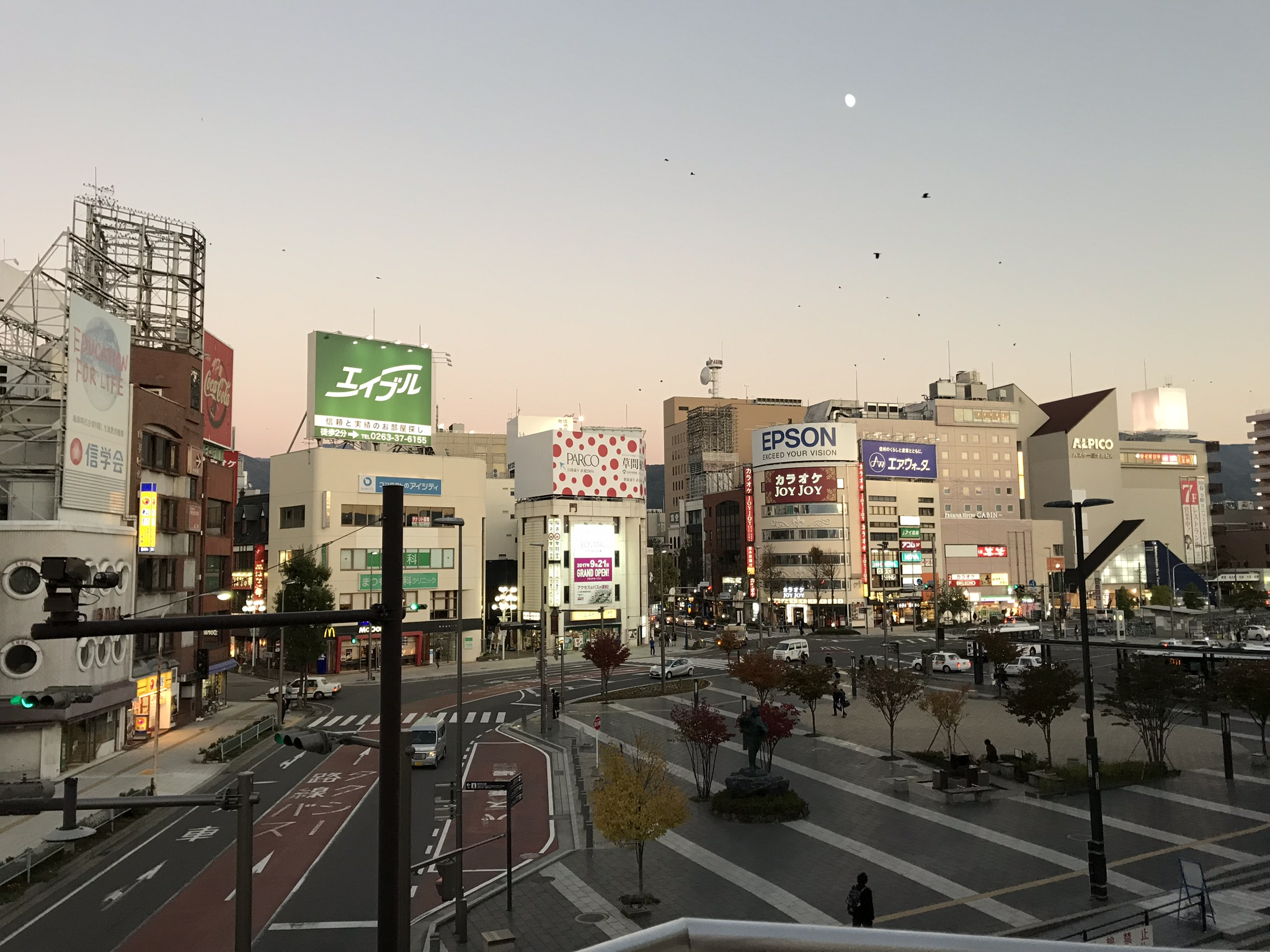
2.松本市（中核市）
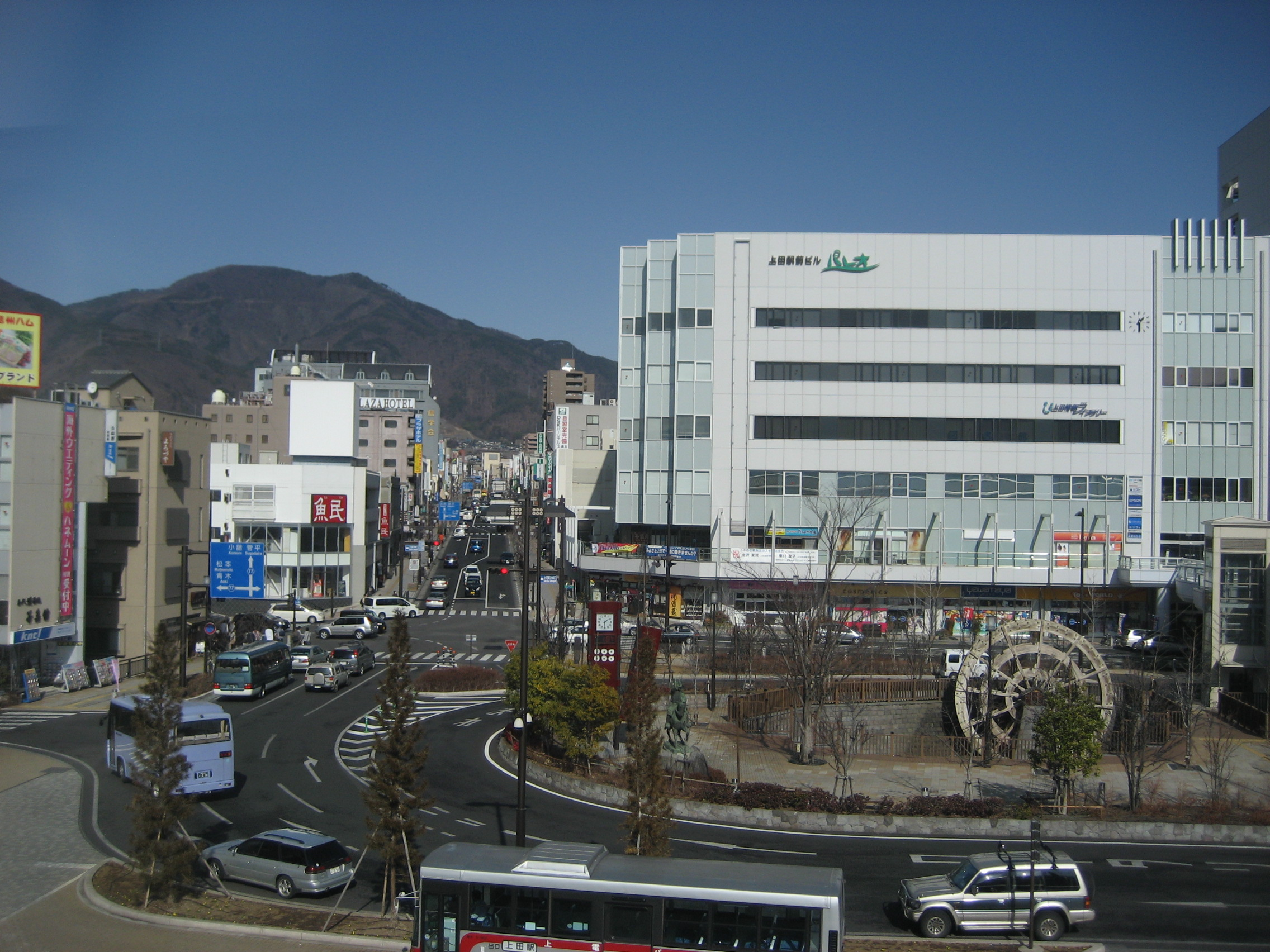
3.上田市
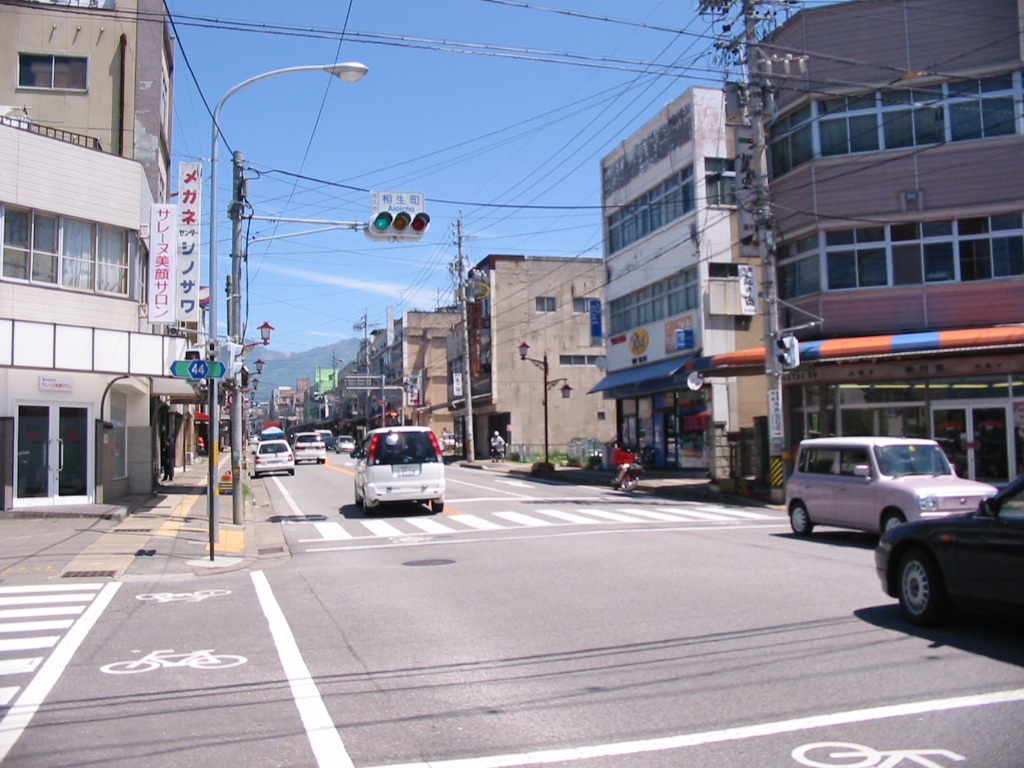
4.佐久市
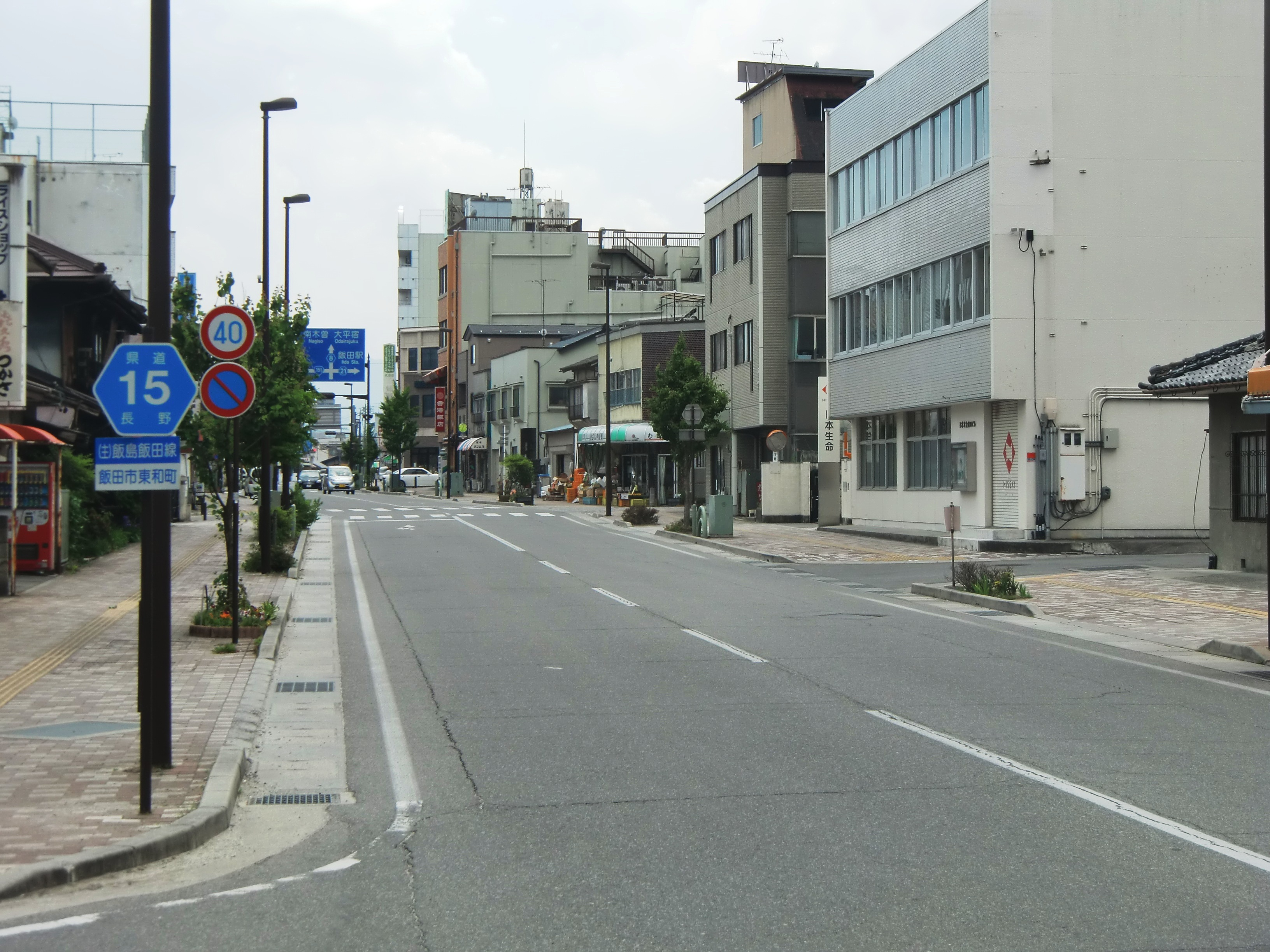
5.飯田市
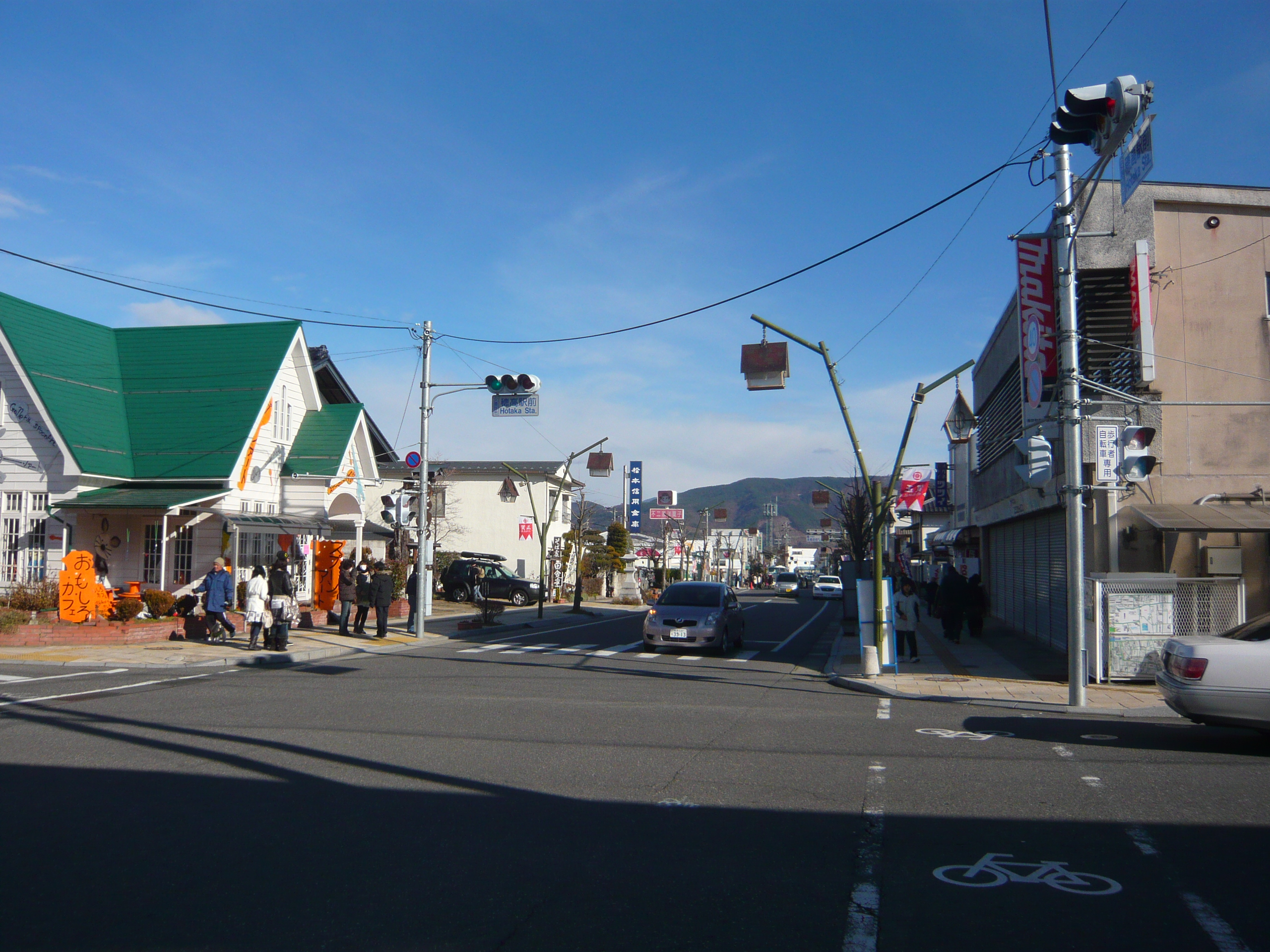
6.安曇野市
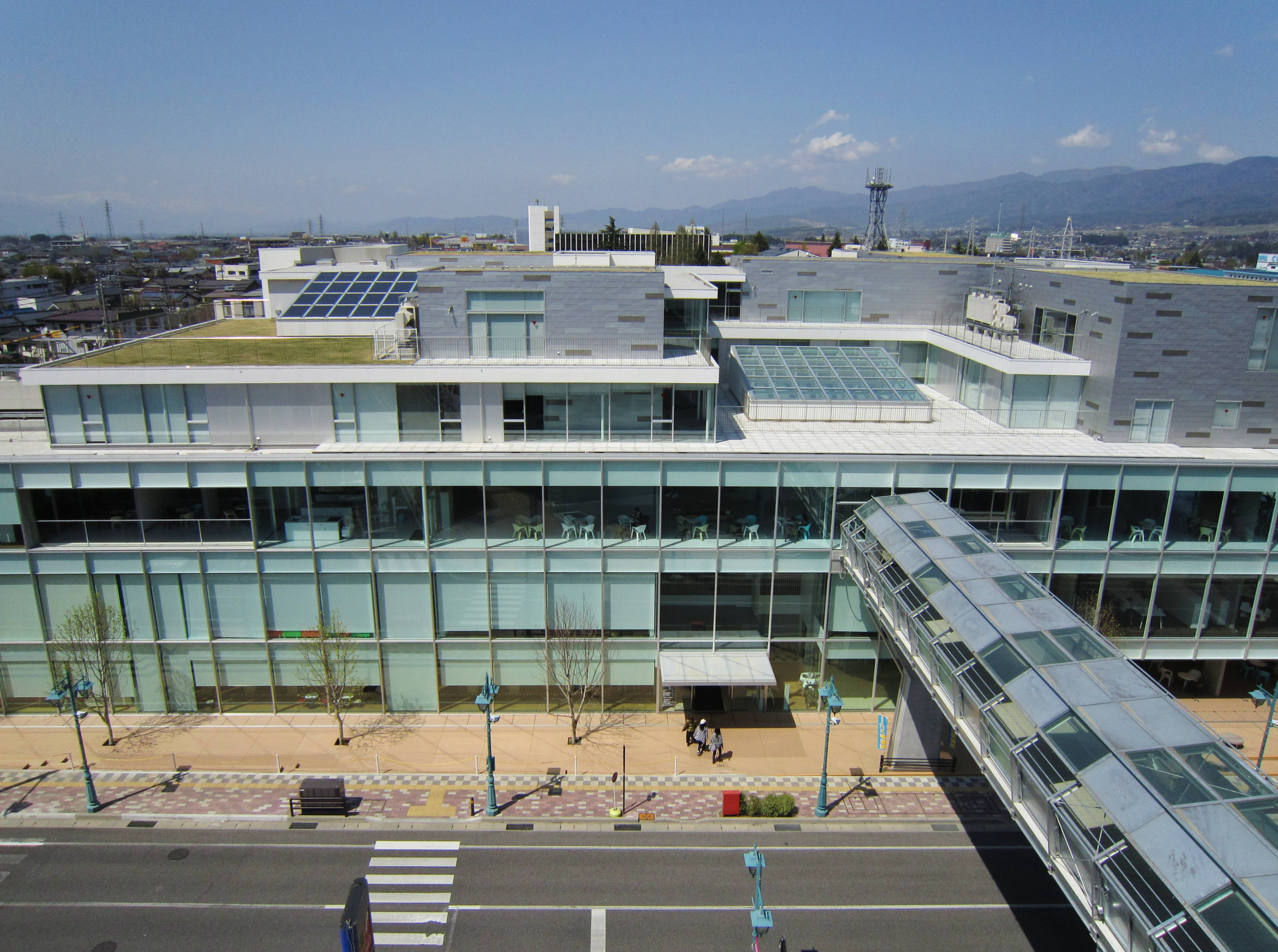
7.塩尻市
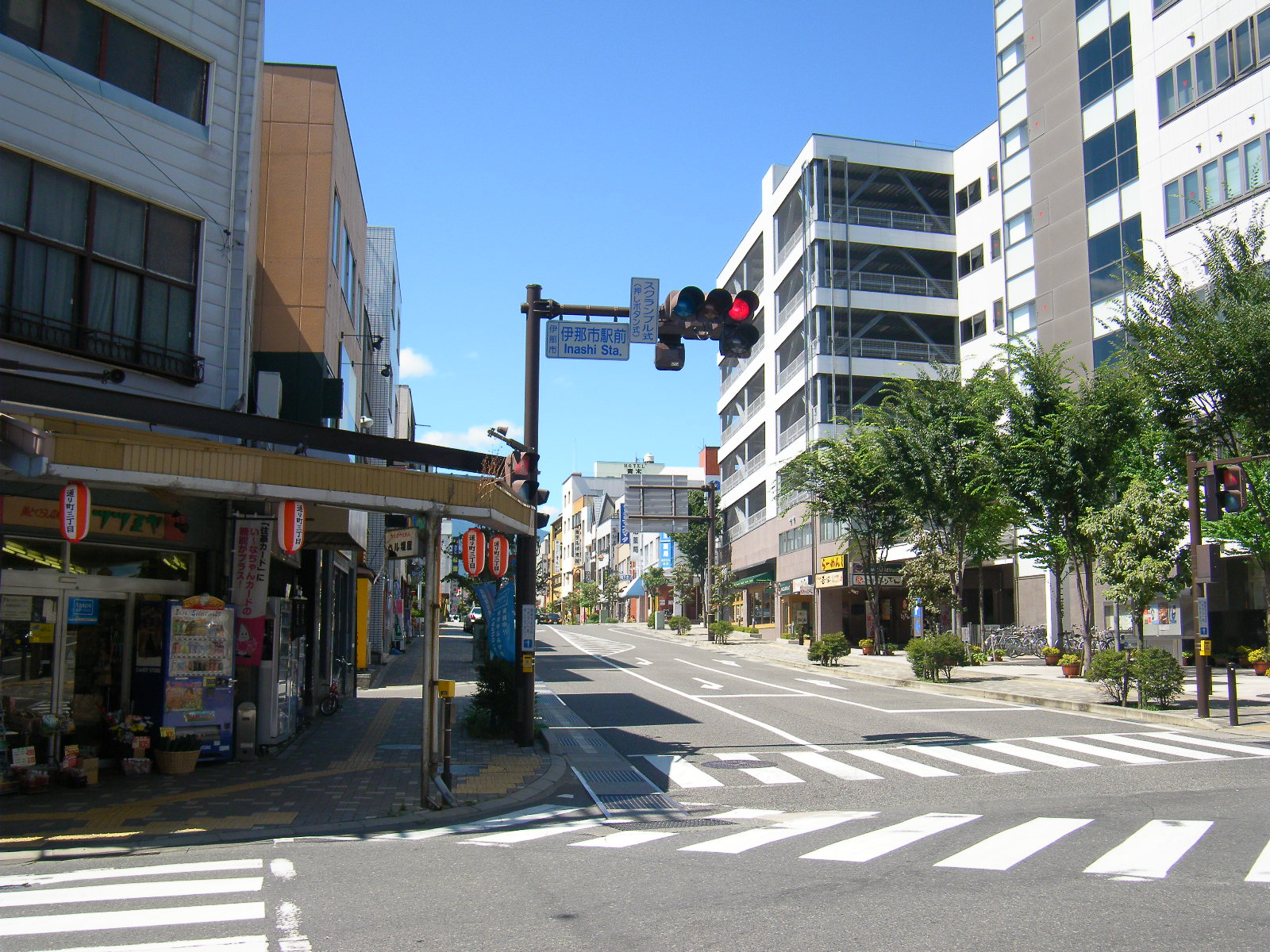
8.伊那市
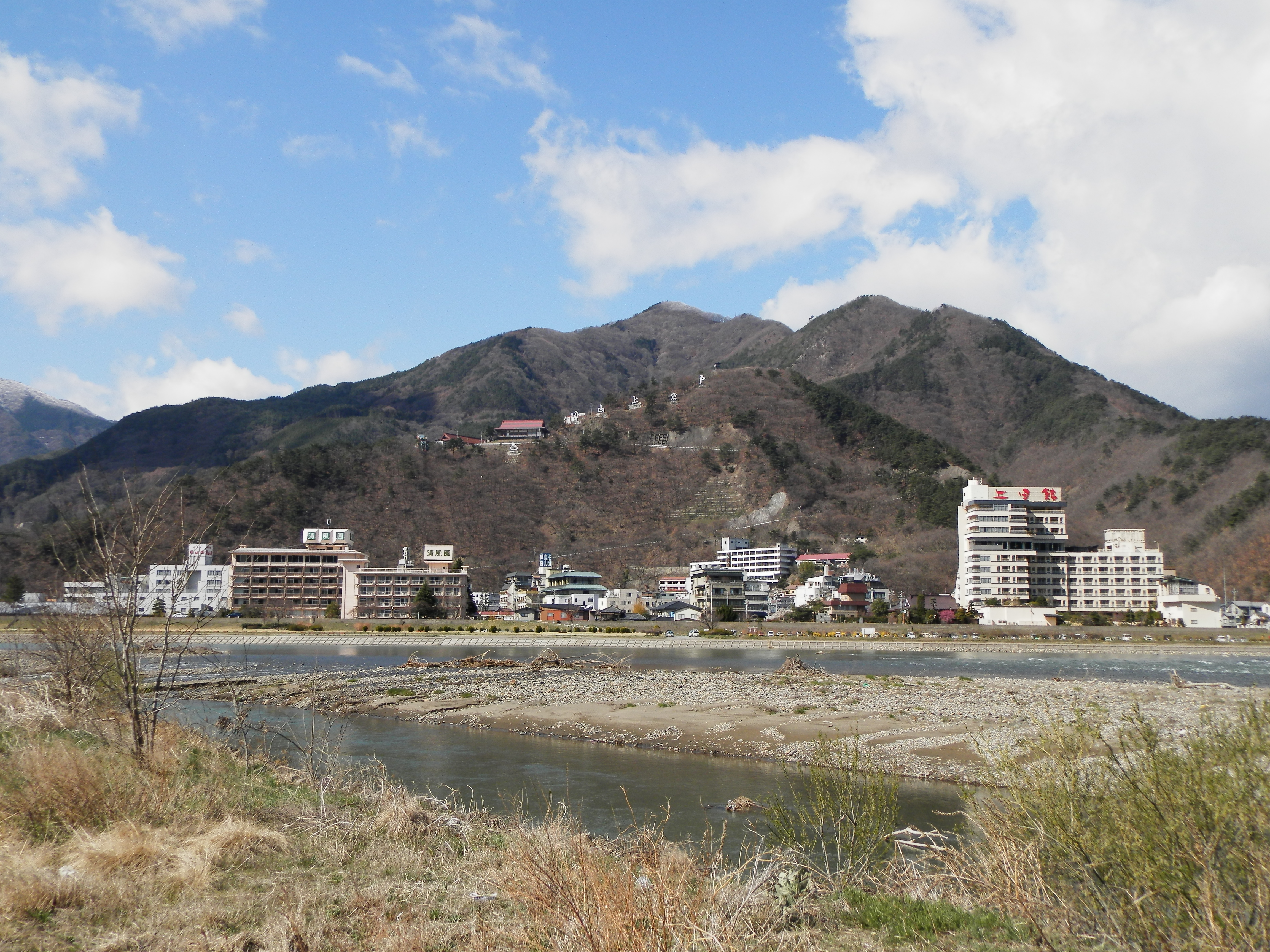
9.千曲市
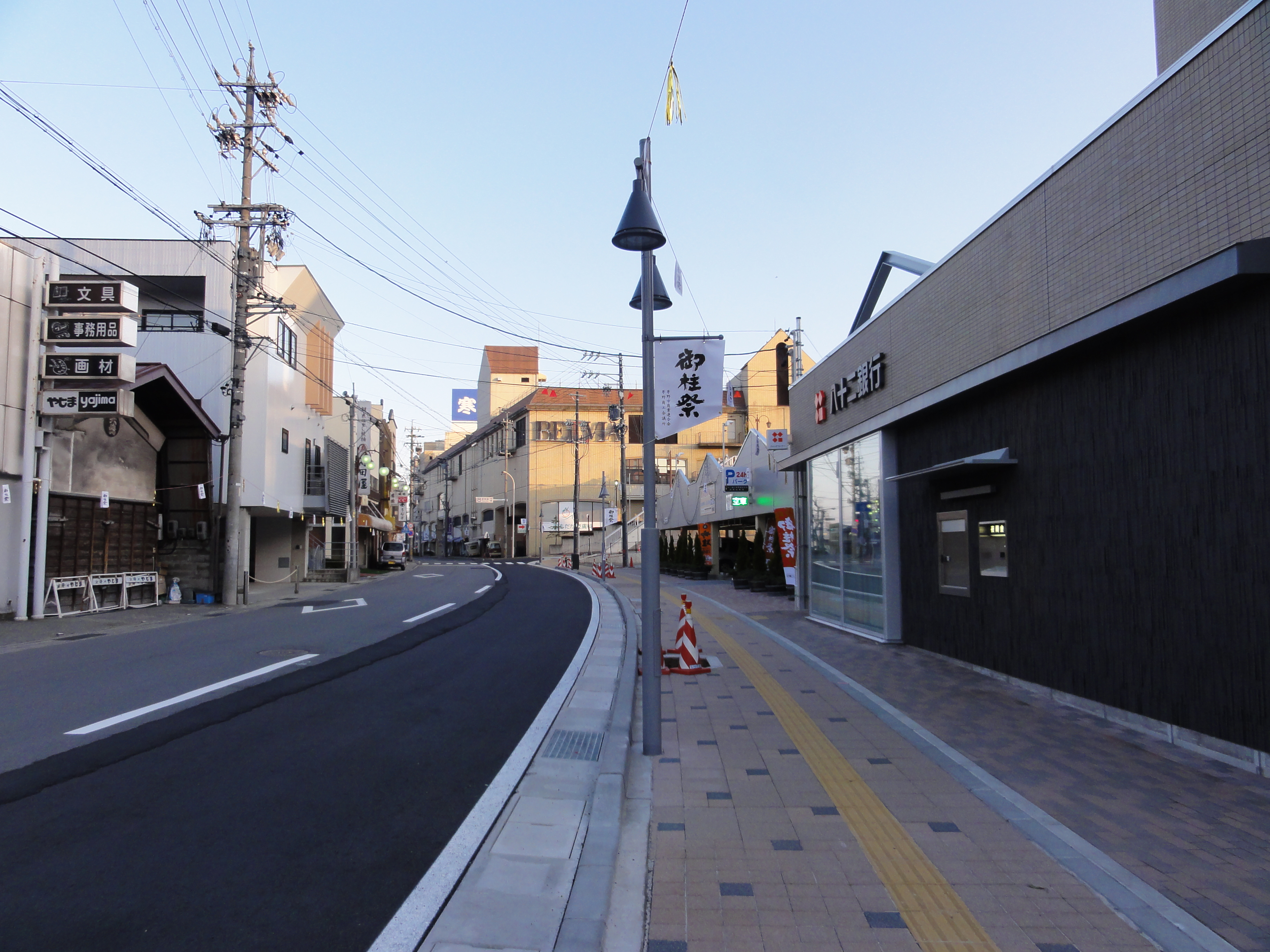
10.茅野市

長野県内市別人口密度ランキング（2016年〈平成28年〉現在）
1. 岡谷市（585人/平方キロメートル）
2. 千曲市（502人/平方キロメートル）
3. 諏訪市（453人/平方キロメートル）
4. 長野市（450人/平方キロメートル）
5. 小諸市（434人/平方キロメートル）

- 岡谷市
- 千曲市
- 諏訪市
- 長野市
- 小諸市

## 政治

### 県政

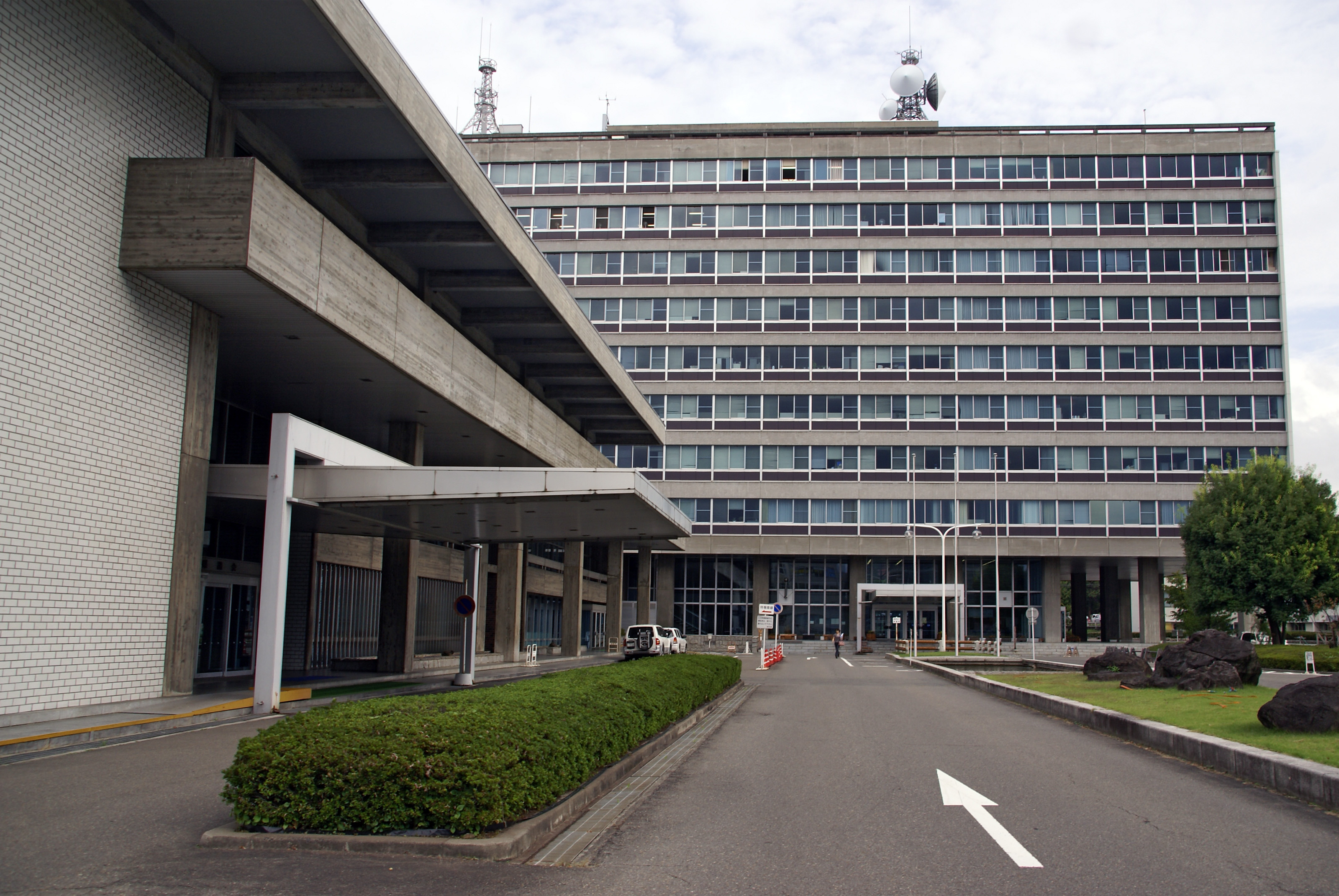
長野県庁、議会棟（左）、本館棟（奥）

#### 県知事・県庁
執行機関
- 知事：阿部守一
- 副知事：関昇一郎、新田恭士
  - 知事部局 - 危機管理部、企画部、総務部、健康福祉部（部内局に病院事業局）、環境部、商工労働部、観光部、農政部、林務部、建設部、会計局
- 公営企業管理者
  - 企業局（水道事業・電気事業）
- 行政委員会
  - 教育委員会 - 教育委員会事務局
  - 公安委員会 - 長野県警察
  - 選挙管理委員会
  - 監査委員 - 監査委員事務局
  - 人事委員会 - 人事委員会事務局
  - 労働委員会 - 労働委員会事務局
  - 収用委員会
  - 内水面漁場管理委員会
- 出先機関（支庁）
  - 佐久地域振興局＝小諸市・佐久市・南佐久郡・北佐久郡
  - 上田地域振興局＝上田市・東御市・小県郡
  - 諏訪地域振興局＝岡谷市・諏訪市・茅野市・諏訪郡
  - 上伊那地域振興局＝伊那市・駒ヶ根市・上伊那郡
  - 南信州地域振興局＝飯田市・下伊那郡
  - 木曽地域振興局＝木曽郡
  - 松本地域振興局＝松本市・塩尻市・安曇野市・東筑摩郡
  - 北アルプス地域振興局＝大町市・北安曇郡
  - 長野地域振興局＝長野市・須坂市・千曲市・上水内郡・上高井郡・埴科郡
  - 北信地域振興局＝中野市・飯山市・下高井郡・下水内郡

#### 県議会
- 定数：57人
- 任期：2023年（令和5年）4月30日から2027年（令和9年）4月29日まで
- 議長：依田明善

議決機関
- 県議会 - 議会事務局

#### 外郭団体
- 長野県中小企業振興センター
- 長野県道路公社
- 長野県文化振興事業団
- 松本空港ターミナルビル
- しなの鉄道
- 長野県立大学

などの計29団体（独立地方行政法人、地方公社、第三セクター等）に県が出資または出捐している（2023年〈令和5年〉4月現在）。

#### 財政
2023年度（令和5年度）
- 財政力指数 0.50
  - グループB （財政力指数0.4以上、0.5未満） 20自治体中20位

- 実質公債費比率は9.4%  都道府県平均は10.1%
- 経常収支比率は90.5%  都道府県平均は82.5%
- 将来負担比率は152.0%  都道府県平均は148.7%
- ラスパイレス指数は100.2%

県内の地方交付税不交付団体
- 軽井沢町 財政力指数 1.52（2023年度）

出典：令和5年度決算

#### 2000年代以降の長野県政
田中康夫県政関連
- 脱・記者クラブ宣言
2001年（平成13年）5月15日、当時の知事・田中康夫が県庁にある記者クラブが独占的に利用する記者室を廃止して、誰でも利用できるプレスセンターを設置すると発表し、2001年（平成13年）7月2日に「仮設 表現道場」を設置、波紋を広げた。
その後、2002年（平成14年）4月1日に「表現センター」と改称、県庁5階北側に設置されたが、2006年（平成18年）に廃止した。
- 脱ダム宣言
- 長野県原産地呼称管理制度（制度の概要）
詳細については内部リンクを参照
- 改名構想
知事時代の田中が「長野県」から「信州県」へと改名するとした構想。特に観光面で「信州」呼ばれることが多いことから、観光産業への効果などが謳われた。これには依然として長野市と松本市との対立意識が残ることがその根底にある。当初新聞紙上には載ったが、実際の動きがあったかは不明のまま立ち消えとなる。
- 山口村越県合併問題
旧山口村（現・岐阜県中津川市山口地区）の越県合併を合併告示当初より反対であった。合併協議会の賛成を得ても反対し続け、「山口村は長野に残るべき」と述べた。結果的には合併を承認し、越境合併は実現したが、田中自身は最後まで反対の意思を曲げることはなかった。
山口村越県合併問題で、山口村村民、村役場、村議会、県議会と対立したことで、「反・田中派」の追い風に乗り、後任の知事である村井県政が始まるきっかけのひとつになった。

田中県政については独善・独裁的という見方もある一方で、それまでの長野県政の悪弊（たとえば、県議会の多数を占める自民党が、少数会派の意見を無視して乱開発などを進めていく手法）を打破したという点では評価する向きもあり、賛否は分かれる。
村井仁県政関連
- 「田中県政完全清算」宣言
2006年（平成18年）の知事選で田中を破った村井仁は、田中の政治姿勢を「独裁者だ」と選挙中から痛烈に批判し続け[注釈 7]、当選後には田中の全政策を完全否定・完全清算することを宣言した。村井が明言していたものは、田中が「開かれた県政を目指す」として県庁1階に移したガラス張り知事室の廃止・脱ダム宣言の取り消しであった。
- 「脱ダム委員」追放
- 冬季五輪使途不明金疑惑の調査委員会の解散
1998年（平成10年）に行われた冬季五輪の使途不明金調査委員会を、「特定の個人、特定のグループの罪をあばくことは建設的でない」という理由で解散させる。調査委員会は今後、財政悪化の原因や第三セクター鉄道に関する調査を行う予定であり、存在している可能性のある行政の癒着の発見を妨げることとなった。田中によって開かれた県政が閉ざされつつあることが浮き彫りになった一件である。
- リニア中央新幹線ルート策定問題
南アルプスを貫く「Cルート」の採用が有力視される中、「大きな県だから、（リニアの県内駅は）2つでも3つでもいいのではないか。Bルートの北の所に駅がなければ意味がない」と述べ、「我田引鉄を彷彿とさせる」との議論を呼んだ。その後、飯田下伊那地方でCルート実現を求める声が高まってきたことなどを受け、2010年（平成22年）5月には初めてBルート採用を明記しない決議を採択した。この問題は2011年5月13日、後任の阿部知事が「南アルプスルートを採択することが適当」と表明したことをもって一応の決着となった。

村井県政は田中県政と比較して、「閉ざされた県政」「県政の後戻り」などと批判される一方で、議会や県職員との対立を避ける姿勢（全国のほとんどの都道府県知事がこうしている（いわゆる「オール与党」体制））を評価する向きもあり、田中県政同様に賛否は分かれている。
阿部守一県政関連
- 信州型事業仕分け
現知事の阿部が2009年（平成21年）内閣府行政刷新会議事務局次長として事業仕分けにかかわった経験を基に、県事業の効率化や国・市町村などとの役割分担を公開された場において議論する「信州型事業仕分け」を2011年（平成23年）1月15日から16日の2日間にわたって実施した。これは県知事選挙での政権公約でもあった。取り扱われた計29件の事業のうち、インターネットを活用した生涯学習情報提供システム事業、信州「食」の魅力向上事業の一部、交通安全啓発活動事業、総合型地域スポーツクラブ育成支援事業の4件が「不要」と判定され、残す25件のうち全体の約7割となる21件が「要改善」と判定された[17]。
- リニア中央新幹線建設工事に伴う諸問題
リニア中央新幹線の工事にともない発生する795万立方メートルの残土のうち350万立方メートルの活用先が2019年9月時点で決定しておらず、阿部知事は期限を設けず情報提供を受け付けている。また活用先が決まるまでの仮置き場も現時点では不十分であり、候補地を受け入れるなどしている。リニア中央新幹線の工事や、残土置き場の設置の工事などでの重機などによる騒音の苦情が発生しており、対応にあたっている。
静岡県工区で発生した大井川水系の大規模流水の発生については阿部知事も心痛しており、JR東海に水資源の保全を要望するなどしている。一方で川勝平太静岡県知事が工事着工に反対していることに関しては、阿部知事は「住民に我慢を強いている。なんとしても2027年までの開通をしてもらいたい」と静岡県知事を諌める立場をとっている。

### 国政
- 衆議院
  - 長野県第1区：篠原孝
  - 長野県第2区：下条みつ
  - 長野県第3区：神津健
  - 長野県第4区：後藤茂之
  - 長野県第5区：宮下一郎
- 参議院（定数2）
- 2025年改選
  - 羽田次郎
- 2028年改選 
  - 杉尾秀哉

## 経済・産業
- 長野県は就業率が高く、（全）就業率（61.3%）と高齢者就業率（29.9%）がともに全国一であり、女性就業率（51.1%）も全国第2位である[18]。
- 2021年度時点の県内総生産は名目で約8兆6243億円、実質で約8兆6078億円。一人当たりの県民所得は約294.9万円。

### 産業
本社を置く企業についてはCategory:長野県の企業を参照。

#### 農林水産業
首都圏や中京圏といった消費地に近いことや高原の気候を活かした高品質の葉物野菜の生産が盛んである。レタス、セロリ、ハクサイなどは全国有数の産地となっている。寒冷地のためかつては熱帯原産の植物であるイネの生産には不向きで、ソバの栽培が盛んであったため県内には蕎麦食文化が色濃く残っている。昭和以降は品種改良や育苗によってイネの栽培が可能となり、大河川に面する佐久市、松本市、伊那市などを中心に稲作が行われている。現在の主力品種はコシヒカリ。明治以降は果樹の栽培も盛んになり、特にリンゴとブドウは全国的にも有名、品種改良も盛んに行われ県内生まれの品種も複数存在する。
かつては養蚕が盛んだったためにクワもよく栽培されていた。クワはカイコの餌となるだけでなく、実は食用にでき生糸を採るために繭ごと茹でられたカイコの蛹も貴重なたんぱく源として食用や家畜や養魚の飼料とされた。長野県の養蚕は明治大正と2位以下に大きく差をつけてトップであった。冷涼乾燥した気候により、冷房が無かった時代から一般的な春蚕だけでなく、夏蚕や秋蚕が出来るために効率が良いのが大きな強みである。夏蚕は江戸時代以前から、さらに冷涼な風穴で夏に卵を保存し秋に育てる秋蚕の技術も大正時代以降普及が進んだ。これには気候的な面の他にも、米に頼らない商品経済が育っていたこと、教育水準の高さによる養蚕技術の改良と普及の熱意が高かったこともあるのではないかと見られている。工業的な実態としてはカイコの卵を大量生産する蚕種生産から始まり、やがて製糸業へと発展していった。養蚕製糸業は全権的に盛んであり、各地に往時の繁栄を偲ばせる遺構が残る。養蚕製糸による莫大な利益を生み出す一方で、工員は長時間労働を強いられた。これを描いたのが山本茂実のノンフィクション作品あゝ野麦峠で、舞台は諏訪の製糸工場である。
林業は全国的には特にカラマツの生産で有名。カラマツは主たる原産地が長野県であり浅間山周辺や八ヶ岳に天然分布している。昭和以降本県から種を持ち出し北海道や東北地方各県で大規模に植林されており、県内においても主力樹種として各地で植栽が続けられている。他にも南信の天竜川沿いはスギのブランドである天竜杉の産地であるし、木曽地域はヒノキの名産地としても知られる。アカマツは特にブランド化されていないものの、面積としては多いためマツタケの発生も多く全国一の生産量を誇る。2000年以降アカマツに致死性の伝染病であるマツ材線虫病（松くい虫）が県内に侵入しアカマツが枯死する被害が拡大しており生態系やマツタケの生産に影響が懸念されている。長野県はマツタケに限らずキノコが好きな人が多いことで有名で、カラマツ林に生えるハナイグチは方言名でリコボウ、ジコボウなどと呼ばれ秋の味覚として親しまれている。この2種に限らず秋になると産直やスーパーに栽培法が確立していない菌根性キノコの天然採取品が出回る。栽培可能なキノコではエノキタケとブナシメジの生産が全国一である。
内陸県である長野では淡水魚を食べる文化があり養魚施設も県内に多数ある。魚種としてはかつてはコイがよく知られており、前述のようにカイコの蛹を粉砕したものを餌とすることもあった。昭和以降はコイに変わりサケ科淡水魚が注目され、品種改良や養殖技術の研究が続けられてきた。ニジマスとブラウントラウトを掛け合わせた三倍体の「信州サーモン」を開発、県の水産試験場が完全養殖に成功させたことから和名に「信濃」が入るシナノユキマス（原産はポーランド）などがある。

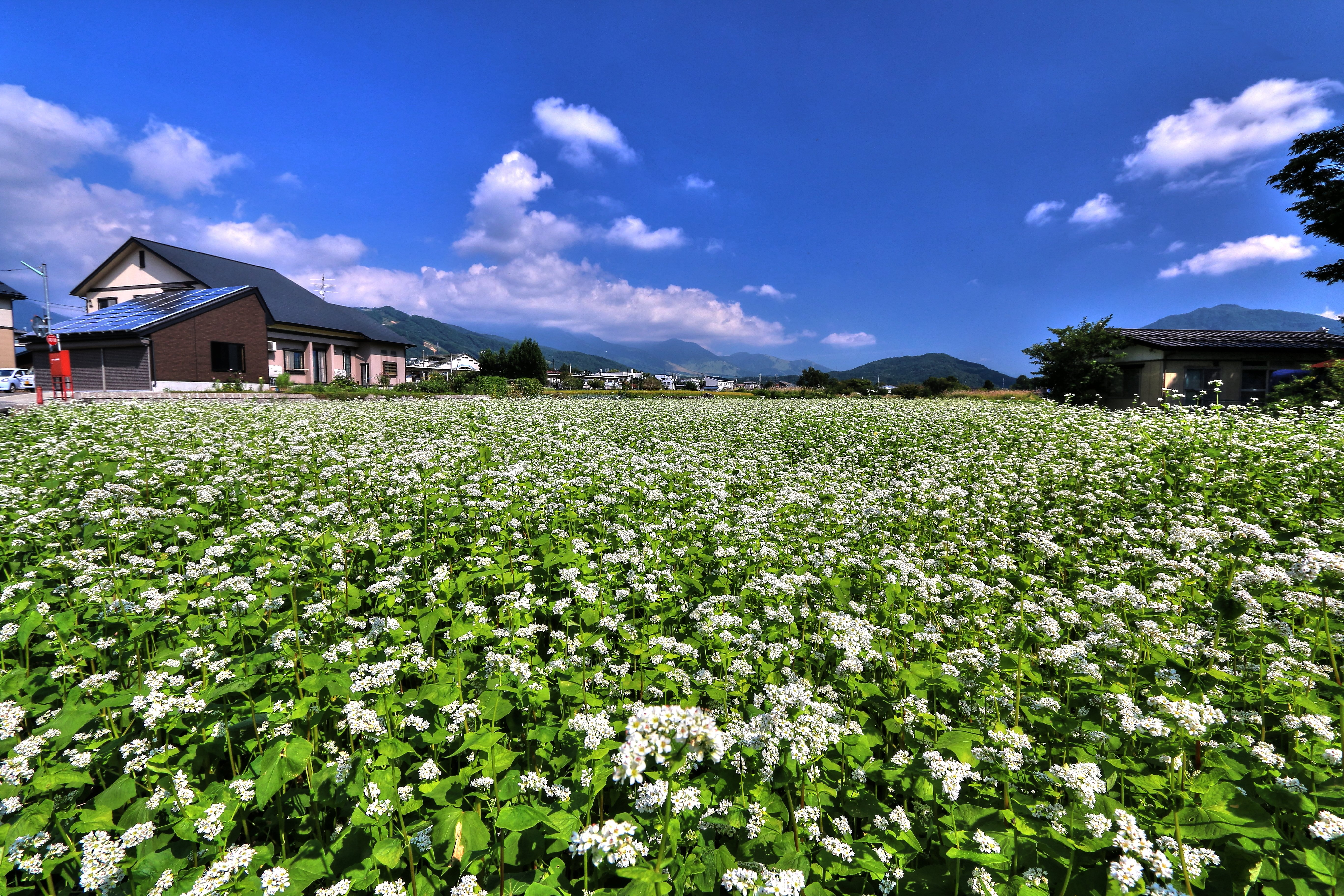
満開のソバ畑（白馬村）
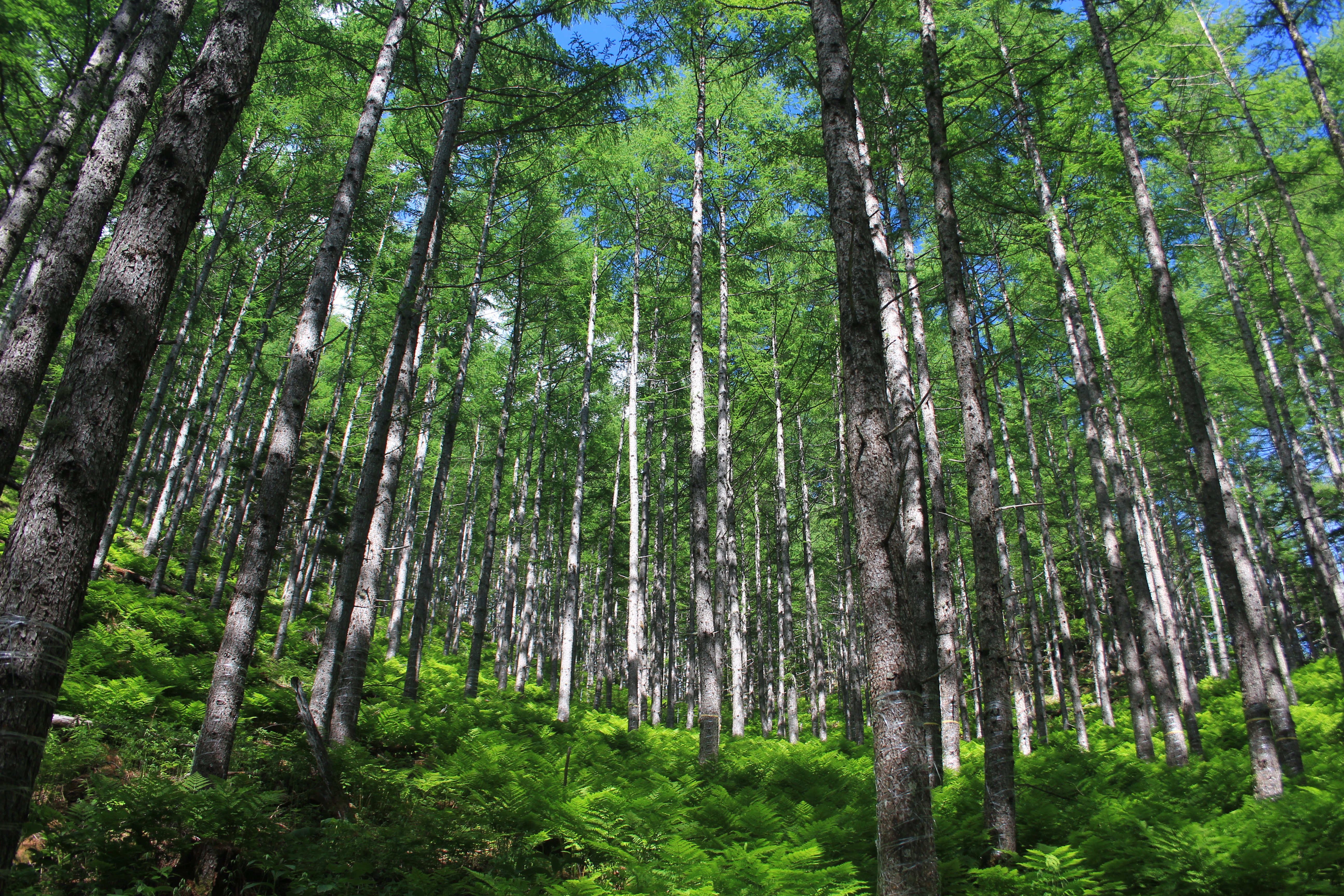
カラマツ植林地（大鹿村）
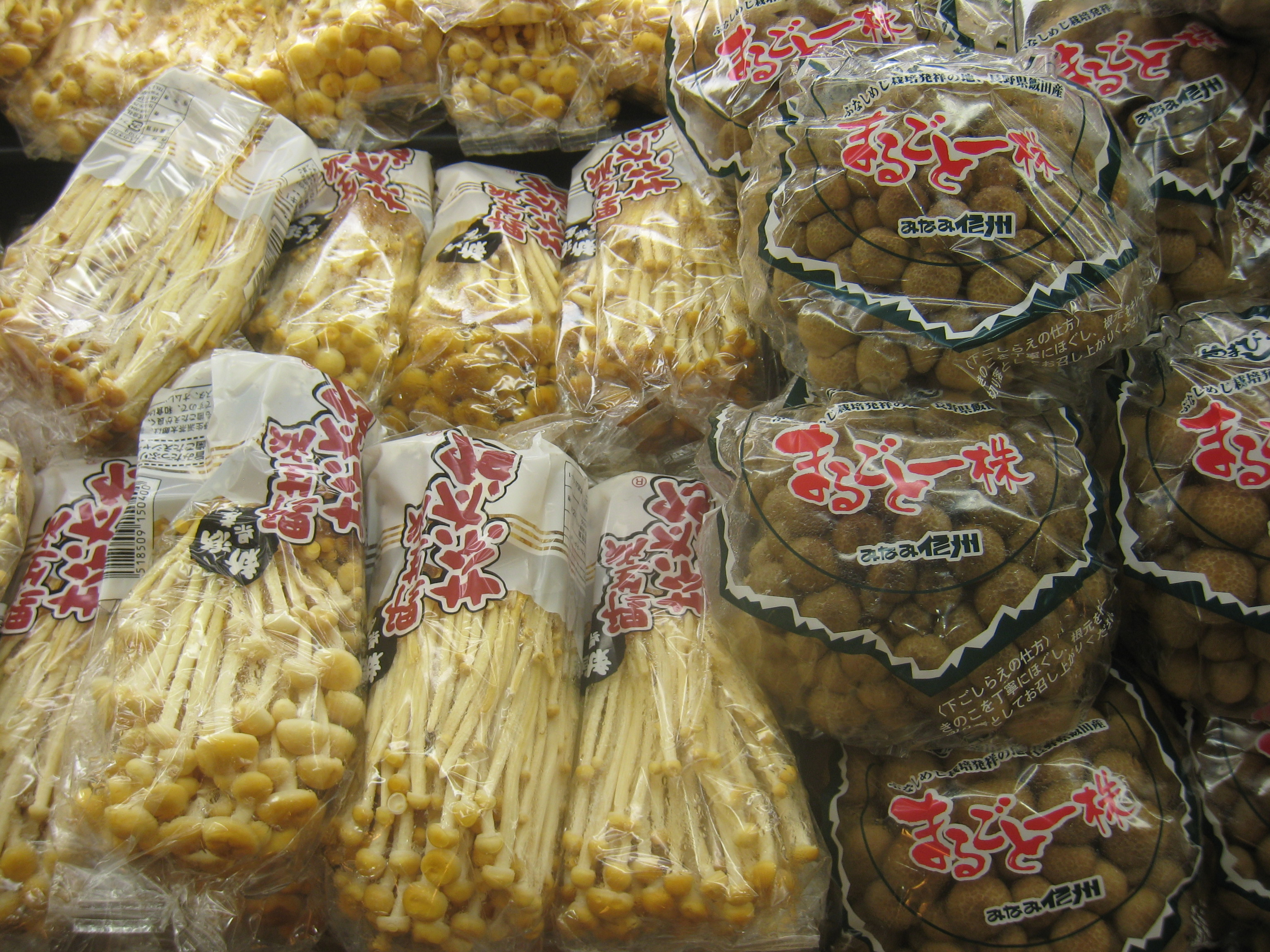
長野県産の栽培キノコ
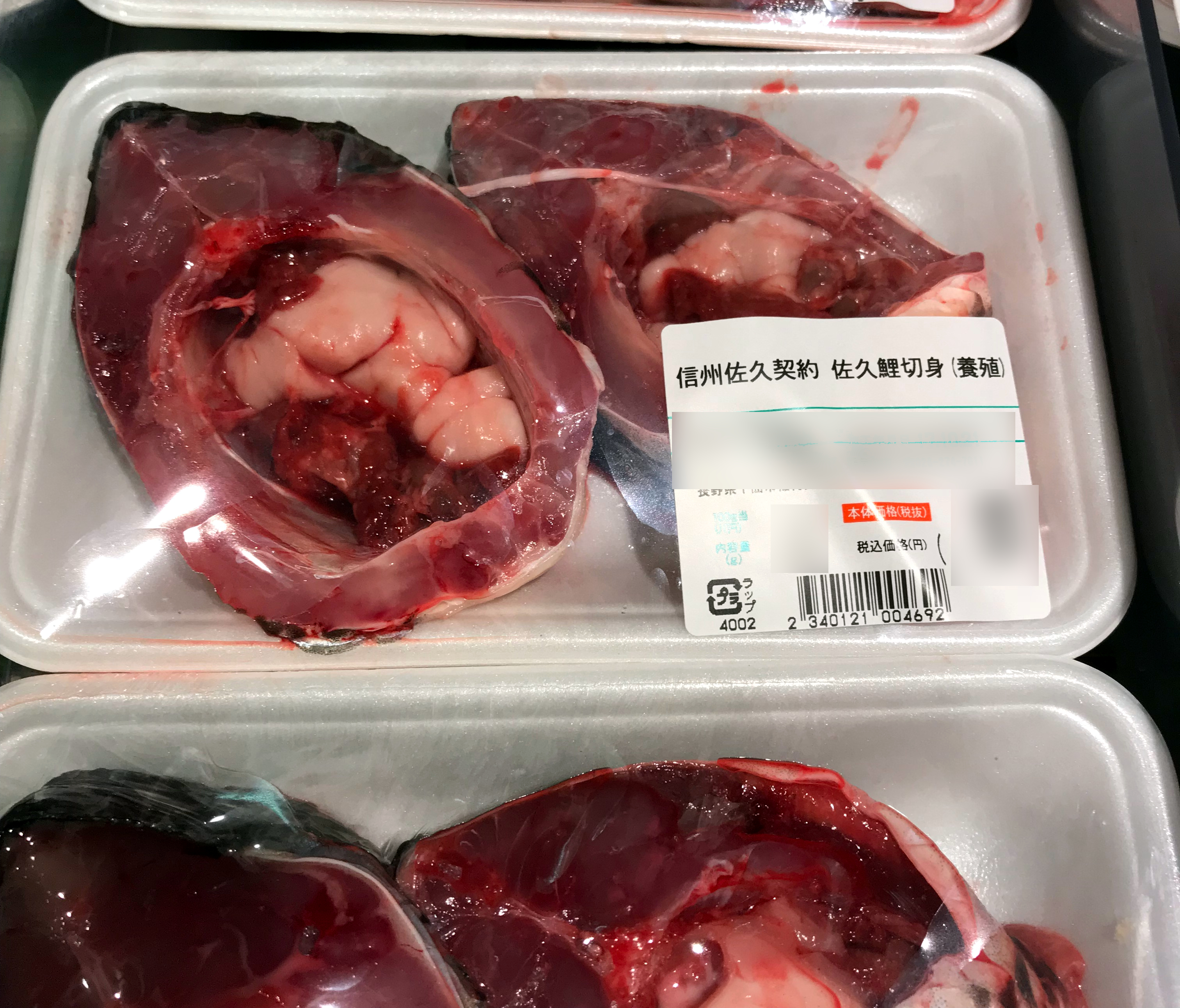
切り身で販売されるコイ（佐久市）

#### 鉱業・製造業
工業は明治期から昭和期は生糸産業が盛んだった。精密機械（かつては時計や光学機器が主体であったが、1980年代以降情報通信機械器具、電子部品・デバイスなどに変化している）は諏訪地域を中心に精密機械や電子産業が盛んであり、高地で気候が類似し、高級ブランド時計の本場であるスイスになぞらえ、「東洋のスイス」の異名を取ったこともある。
食品関係では、日本酒、ワイン、シードル、ペリーや味噌の醸造、ウイスキー作りに必要なモルトウイスキーやグレーンウイスキーの蒸溜、飲料をはじめとする食料品製造業が盛んである。
法令系の企業が集積し、地方としては出版、印刷が多いことも特徴である。

### 産業別生産
第1次産業
- 農業産出額（2022年）[21]
  1. 松本市 218.2億円
  2. 川上村 166.5億円
  3. 中野市 166.8億円
  4. 長野市 165.0億円
  5. 塩尻市 124.3億円
  6. 佐久市 111.2億円
  7. 安曇野市 110.1億円
  8. 須坂市 107.3億円
  9. 南牧村 101.4億円
  10. 飯田市 90.3億円

第2次産業
- 工業製造品出荷額（2022年）[22]
  1. 塩尻市 8233億円
  2. 長野市 6457億円
  3. 安曇野市 5901億円
  4. 上田市 5815億円
  5. 松本市 5304億円
  6. 坂城町 2826億円
  7. 茅野市 2733億円
  8. 佐久市 2705億円
  9. 千曲市 2373億円
  10. 御代田町 2142億円

第3次産業
- 年間商品販売額（卸売業・小売業、2020年）[23]
  1. 長野市 1兆5891億円
  2. 松本市 1兆0137億円
  3. 上田市 4061億円
  4. 飯田市 2409億円
  5. 安曇野市 2249億円
  6. 佐久市 1981億円
  7. 諏訪市 1881億円
  8. 塩尻市 1738億円
  9. 伊那市 1334億円
  10. 岡谷市 1117億円

### 上場企業
2021年1集（新春号）の会社四季報によると、長野県内に本社を置く上場企業数は32社で、中部地方9県中では愛知県222社、静岡県51社、かつて新潟証券取引所のあった新潟県36社に次いで4番目である。47都道府県中では14番目で、政令指定都市を有する宮城県・岡山県各20社、熊本県6社と比べても上場企業数は多い。
東証プライム上場
- 八十二銀行（長野市）
- 新光電気工業（長野市）
- ホクト（長野市）
- キッセイ薬品工業（松本市）
- エラン（松本市）
- 日置電機（上田市）
- シーティーエス（上田市）
- 綿半ホールディングス（飯田市）
- セイコーエプソン（諏訪市）
- 日精エー・エス・ビー機械（小諸市）
- ヤマウラ（駒ヶ根市 東証プライム・名証プレミア重複上場）
- 日精樹脂工業（坂城町 東証プライム・名証プレミア重複上場）
- KOA（箕輪町 東証プライム・名証プレミア重複上場）
- 鈴木（須坂市）
- ミマキエンジニアリング（東御市）
- 竹内製作所（坂城町）
- ミネベアミツミ（御代田町 東証プライム・名証プレミア重複上場）

東証スタンダード上場
- 北野建設（長野市）
- 電算（長野市）
- 共和コーポレーション（長野市）
- タカチホ（長野市 東証スタンダード・名証メイン重複上場）
- 高見澤（長野市）
- 守谷商会（長野市）
- 土木管理総合試験所（長野市）
- アルピコホールディングス（松本市）
- 旭松食品（飯田市）
- 双信電機（佐久市）
- エフビー介護サービス（佐久市）
- サンコー（塩尻市）
- キョウデン（箕輪町）
- エムケー精工（千曲市）
- サンリン（山形村）
- タカノ（宮田村）

東証グロース上場
- 日本スキー場開発（白馬村）
- サンクゼール（飯綱町）

名証メイン上場
- マルイチ産商（長野市）

## 生活・交通

### 警察
- 長野県警察

### 消防
現在、13の消防本部がある。
- 長野市消防局
- 須坂市消防本部
- 岳北消防本部
- 岳南広域消防本部
- 千曲坂城消防本部
- 上田地域広域連合消防本部
- 佐久広域連合消防本部

- 松本広域消防局
- 北アルプス広域消防本部
- 木曽広域消防本部
- 諏訪広域消防本部
- 飯田広域消防本部
- 上伊那広域消防本部

### 電力
中部電力をはじめ、東京電力リニューアブルパワー、東北電力、関西電力、電源開発などの水力発電所がある。
県企業局による発電事業として14の発電所があり、伊那市に南信発電管理事務所、長野市に北信発電管理事務所が設置されている。
送配電は長野県の全域が中部電力パワーグリッド（本社は名古屋市）の送配電区域である。60Hzの電源周波数の区域が大半を占めるものの、小諸市高峰高原、大町市の一部、小谷村の一部、松本市奈川、松本市安曇の一部、安曇野市穂高の中房温泉、飯山市の一部、栄村の一部などでは50Hzとの混在区域がある。

### ガス
長野県内の都市ガス事業はこれまで長野県営によるものと、東京ガスによるものが規模の大きなものとされてきたが、2006年（平成18年）に長野県営のガス事業（長野県企業局）が民営化され、新たに設立された長野都市ガスに事業が移管された。その後、2006年（平成18年）7月1日をもって、東京ガスが長野県内で行っていた事業（同社長野支社の業務も含む）がすべて長野都市ガスに統合された。長野都市ガスは東京ガスグループに属している。
上記も含め、長野県内の主な都市ガス供給業者は下記の通り。
- 長野都市ガス - 本社：長野市、供給エリア：中野市、須坂市、長野市、千曲市、上田市、東御市、小諸市、佐久市、山ノ内町、小布施町、御代田町
- 上田ガス - 本社：上田市、供給エリア：上田市、東御市
- エナキス - 本社：上田市、供給エリア：塩尻市
- 大町ガス - 本社：大町市、供給エリア：大町市
- 松本ガス - 本社：松本市、供給エリア：松本市、塩尻市
- 諏訪ガス - 本社：諏訪市、供給エリア：諏訪市、茅野市、岡谷市、下諏訪町
- 信州ガス - 本社：飯田市、供給エリア：飯田市

### 上水道
- 長野県営水道（企業局）
  - 上水道事業
    - 長野市（篠ノ井、川中島、更北、信更地区の一部）、上田市（塩田、川西地区の一部）、千曲市（桑原、八幡地区を除く）、坂城町

  - 水道用水供給事業
    - 松本市、塩尻市、山形村

それ以外の水道事業は各市町村の当該部課や、水道局（地方公営企業）および水道企業団（一部事務組合）などが供給している。

### 交通
長野県は古くから、中山道、北国街道、甲州街道など、国内を東西南北を結ぶ交通の交差点に位置し、その流れから現在においても主要幹線交通が交わる。
また、広く山国の長野県において、県内各地を結ぶ交通網は重要な機能を担っている。関東地方や近畿地方からの距離があり、広大な面積を持つ県であるため、全国で唯一JR本州3社すべての管轄路線が存在している。特に伊那谷と木曽郡は、首都圏（東京）と畿内（大阪・京都）から等距離に位置している。
1990年代前半の高速道路（中央自動車道・長野自動車道・上信越自動車道）や新幹線（北陸新幹線）が開通する前まで、地理的事情などによる他県や首都圏・中京圏などへのアクセスのしづらさから「陸の孤島」と呼ばれていた。

#### 自動車登録番号標
- 長野ナンバー：北信地方、東信地方
- 松本ナンバー：北アルプス地域（池田町、松川村除く）、松本地域（安曇野市、生坂村除く）、木曽地域、上伊那地域
- 諏訪ナンバー：諏訪地域（ご当地ナンバー、2006年10月10日導入）
- 安曇野ナンバー：安曇野地域（ご当地ナンバー、2025年5月7日導入）
- 南信州ナンバー：南信州地域（ご当地ナンバー、2025年5月7日導入）

なお、上田市、松川町、喬木村は、市町村内において独自のデザインナンバープレートを採用している。

#### 鉄道
長野県は、旧国鉄の線路がJR本州3社に分割された唯一の都道府県である。これは、県内に長野鉄道管理局が設置されていたものの、同管理局は長野県内全域を管轄していたわけではなく、県内でも飯田線は全線が静岡鉄道管理局の、大糸線の中土駅以北（民営化直前に南小谷駅以北に変更）が金沢鉄道管理局管内だった名残である。おもに東日本旅客鉄道（JR東日本）が北信・東信・中信（木曽地域と北アルプス地域北部を除く）地方および諏訪地域を、東海旅客鉄道（JR東海）が南信（諏訪地域を除く）、木曽地方を管轄している。また、西日本旅客鉄道（JR西日本）は南小谷駅以北の大糸線非電化区間を管轄している。普通列車の本数は長野・松本両市の近郊の区間 および東信地域 を除いて毎時1本以下である。
北陸新幹線は両周波数の区間を通過している。県内区間はほぼ60Hzではあるが新軽井沢き電区分所以東は50Hzである。全区間60Hzの東海道新幹線より開業がかなり遅いため、車両を複周波数対応にして走らせている。
東日本旅客鉄道
- 北陸新幹線（軽井沢駅 - 飯山駅 間）
- 信越本線（篠ノ井駅 - 長野駅 間）
- 中央本線（東線）（信濃境駅 - 塩尻駅 間）
  - 辰野支線（岡谷駅 - 辰野駅 - 塩尻駅 間）
- 篠ノ井線（全線）
- 飯山線（豊野駅 - 森宮野原駅 間）
- 大糸線（松本駅 - 南小谷駅 間）
- 小海線（野辺山駅 - 小諸駅 間）

東海旅客鉄道
- 中央本線（西線）（塩尻駅 - 田立駅 間）
- 飯田線（辰野駅 - 中井侍駅 間）

西日本旅客鉄道
- 大糸線（南小谷駅 - 北小谷駅 間）

しなの鉄道
- しなの鉄道線（全線）
- 北しなの線（長野駅 - 黒姫駅 間）

長野電鉄
- 長野線（全線）

上田電鉄
- 別所線（全線）

アルピコ交通（旧・松本電気鉄道）
- 上高地線（通称・松本電鉄）（全線）

#### 道路
高規格幹線道路
- E18 上信越自動車道
- E19 長野自動車道
- E20E19 中央自動車道

- E52 中部横断自動車道
- E67 中部縦貫自動車道
- E69 三遠南信自動車道

地域高規格道路
- 松本糸魚川連絡道路
- 伊那木曽連絡道路
- 上信自動車道
- 長野環状道路（候補路線）

一般国道
- 国道18号（北国街道）
- 国道19号（中山道）
- 国道20号（甲州街道）
- 国道117号
- 国道141号
- 国道142号（中山道）
- 国道143号

- 国道144号
- 国道146号
- 国道147号
- 国道148号
- 国道151号
- 国道152号
- 国道153号

- 国道158号
- 国道254号
- 国道256号
- 国道299号
- 国道403号
- 国道406号
- 国道418号

主要地方道・一般県道
- 長野県の県道一覧を参照

#### 空港
内陸県で唯一、空港を有する。
- 信州まつもと空港（松本空港）
  - 定期便：札幌（新千歳）、福岡、神戸
  - 夏季季節便[25]：大阪（伊丹）、札幌（丘珠）

### 医療・福祉
三次医療機関
- 長野赤十字病院（長野市）
- 厚生連佐久総合病院（佐久市）
- 信州大学医学部附属病院（松本市）
- 相澤病院（松本市）
- 諏訪赤十字病院（諏訪市）
- 昭和伊南総合病院（駒ヶ根市）
- 飯田市立病院（飯田市）

地方独立行政法人の県立病院（運営主体は「長野県立病院機構」）
- 須坂病院（須坂市）
- 駒ヶ根病院（駒ヶ根市）
- 阿南病院（阿南町）
- 木曽病院（木曽町）
- こども病院（安曇野市）

地方独立行政法人ではない県立病院
- 長野県立総合リハビリテーションセンター（長野市）

災害拠点病院
- 長野県災害拠点病院を参照

保育所
- 長野県保育所一覧を参照

## 教育
長野県は以前は教育に熱心で「教育県」と呼ばれていたが、日本の教育システムが偏差値重視教育へシフトするにつれ、次第に長野県の「教育県」イメージは薄れていった。
2002年（平成14年）度から田中県政下において、公立小学校の30人規模学級が進められ、2005年（平成17年）度には、小学校1 - 4年生の4学年にまたがる完全30人学級が、全額県の費用負担により全国で初めて実現した。また小学校5、6年生に関しては、市町村と共同で行われている。
本県の中学校では、宿泊日程の高山登山行事が伝統となっている。詳細については「学校登山」を参照。長期休みに関しては、長野県の気候の関係による「寒中休み」も一部の学校で実施されているが、冬休みや夏休みなどの長期休業が短いため、ほかの都道府県よりも年間休日数が少なく、その分登校日が多くなっている。
長野県の県立高校の正式名称は、高等学校設置条例（昭和39年12月28日長野県条例第64号）第2条により「長野県○○高等学校」となっており、「長野県立○○高等学校」といった「県立」の名称は用いない。これは北海道、宮城県と同様である。1920年に旧制の県立学校の名称から「立」の字を削除するとした「県令第38号」が出された時に遡及するものであり、長野県の場合、学制改革当時は組合立や町村立の高校であっても県立校と区別せず、「長野県○○高等学校」を名乗っていた例があり、市町村立や組合立の高校が順次県立に移管されていった経緯がある。
四年制大学進学者のうち、県内大学への進学率は1987年には8.0%（全国ワースト2）であったが、1990年代以降、四年制大学の開学が相次ぎ、2024年度には18.5%（全国ワースト8）にまで改善している。

### 教育機関

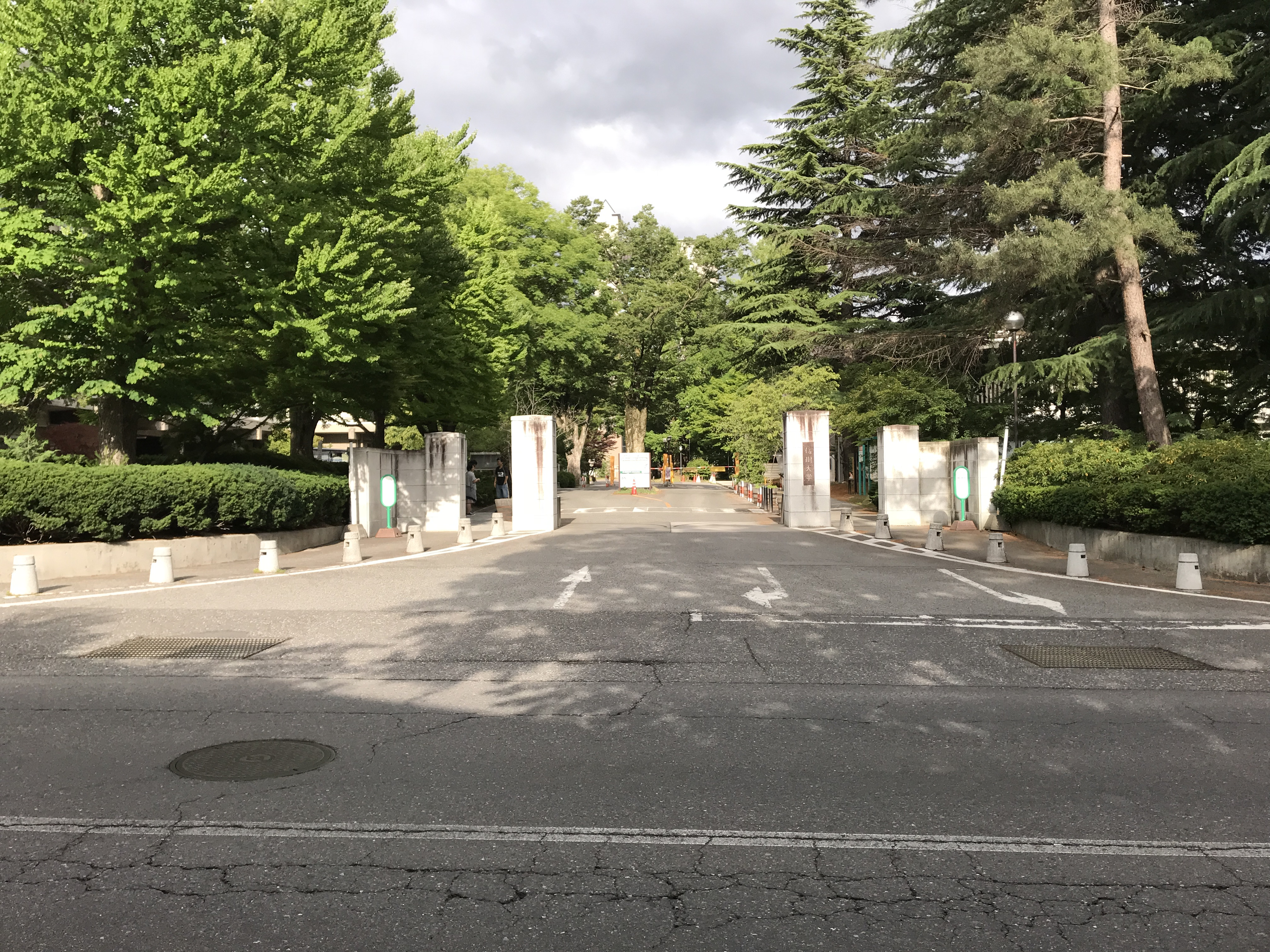
信州大学松本キャンパス正門

大学
国立
- 信州大学

公立
- 長野県立大学
- 長野県看護大学
- 公立諏訪東京理科大学
- 長野大学

私立
- 佐久大学
- 清泉大学
- 長野保健医療大学
- 松本大学
- 松本歯科大学
- 松本看護大学

通信制大学
私立
- 放送大学 長野学習センター

短期大学
私立
- 飯田短期大学（旧：飯田女子短期大学）
- 上田短期大学
- 佐久大学信州短期大学部
- 信州豊南短期大学
- 清泉大学短期大学部
- 長野女子短期大学
- 松本短期大学
- 松本大学松商短期大学部

高等専門学校
国立
- 長野工業高等専門学校

専修学校
- 長野県専修学校一覧を参照

特別支援学校
- 長野県特別支援学校一覧を参照

高等学校
- 長野県高等学校一覧を参照

中学校
- 長野県中学校一覧を参照

小学校
- 長野県小学校一覧を参照

幼稚園
- 長野県幼稚園一覧を参照

その他教育機関
農業大学校
- 長野県農業大学校

その他大学校
- 長野県福祉大学校
- 長野県林業大学校

職業能力開発短期大学校
- 長野県工科短期大学校

### 学校登山
本県の周囲には飛騨山脈と呼ばれ「日本の屋根」とも呼ばれ、標高2,000メートルから3,000メートル級の高山が連なっている。みすずかる信濃の国の美しく厳しい自然の中でたくさんのことを学び、登山の素晴らしさを存分に感じ、「また山に登りたい」という気持ちになってほしいと願って、ほとんどの中学校で集団登山を行なっており、多くの子どもたちが登山を初めて経験する場となっている。
本県においても親の意識の変化で学校を取り巻く環境も変わってきたが、明治時代以来、中学生の学校登山を実施している。しかし、2004年以降医師の付き添い同行が廃止されるなどにより実施校が減少しているとの報告がある。
県外からも東京都文京区に所在し、1873年に師範学校の付属小学校として設立された筑波大学附属小学校の6年生全員が清里高原「若桐寮」に、仲間と協力することの大切さや困難に挑む力を育むものとして八ヶ岳に親しむ清里合宿に毎年訪れている。大人は引率者として見守るだけグループに分かれて自由行動。どこで何をするかはグループ内で考えさせることを行っている。

### 備考・その他
- 長野県の県立普通科高校は1970年前後の学園闘争時代に生徒会で制服廃止決議を行い、私服通学（私服校）となったまま現在に至っている学校が約半数にのぼる。
- 教育現場においては、小中学校・高校の体育授業での女子生徒のブルマー採用を全国でいち早く廃止した。また現在は男子生徒の短パンも廃止され、県内すべての小中学校・高校でハーフパンツを体操着に採用している。
- 女性の学校教員採用は少ない。
- 伝統的にメディア・リテラシー教育を重視する考え方が強い傾向がある。かつては全国の都道府県で唯一、青少年保護育成条例を制定していなかったが、近年においては、児童の性被害防止の必要性が叫ばれ、2016年6月の県議会において、淫行処罰規定を含んだ「こどもを性被害から守るための条例」案が提出され、2016年7月1日に成立し[報 12]、同年7月7日から施行された[報 13][注釈 11]。市町村単位においては、長野市と佐久市は独自に条例を制定しているほか、東御市も長野県下初の淫行処罰規定を盛り込んだ条例が制定された。条例が制定されていない地域であっても、未成年者への淫行は児童福祉法第34条、児童ポルノ・児童買春処罰法、刑法第224条、同第225条の未成年者略取及び誘拐罪・わいせつ目的誘拐罪での検挙実績がある。
- 性風俗関連特殊営業については昭和59年12月24日長野県条例第34号により、店舗型性風俗特殊営業と店舗型電話異性紹介営業については長野市および松本市の各一部が営業禁止地域から除外されているが、同条例および風俗営業等の規制及び業務の適正化等に関する法律第28条に定める施設との兼ね合いから、特殊浴場（店舗型性風俗特殊営業1号営業）は実質的に規制されている。

## マスメディア

### 新聞
日本新聞協会によれば、2007年上半期の購読部数は信濃毎日新聞（約48万）、読売新聞（約6.9万）、朝日新聞（約6.1万）、中日新聞（約4.8万）、日本経済新聞（約3.4万）の順であった。
全国紙
- 全新聞社とも東京本社管轄
  - 読売新聞・朝日新聞・毎日新聞は長野県東北信版・中南信版を刊行。
  - 産経新聞も長野県東北信版・中南信版を刊行していたが、2007年9月1日から新潟県・山梨県の各版と統合し、甲信越版に再編された。

ブロック紙
- 中日新聞
  - 木曽版、松本版、南信版を刊行。

地方紙
- 信濃毎日新聞
- 長野日報
- 信州民報
- 信州日報 (2013年休刊)
- 東信ジャーナル
- 市民タイムス
- 長野市民新聞

- 信州市民新聞グループ
  - 岡谷市民新聞
  - 下諏訪市民新聞
  - 諏訪市民新聞
  - 茅野市民新聞
  - たつの新聞
  - みのわ新聞
  - 南みのわ新聞

- 南信州新聞
- 更埴新聞
- 大糸タイムス
- 長野県商工新聞
- 新建新聞
- 医療タイムス
- 北信タイムス

- 北信ローカル
- 北信濃新聞
- 須坂新聞
- 諏訪毎夕新聞（2004年休刊）
- 湖国新聞（2005年休刊）
- 伊那毎日新聞（2008年休刊）

### ラジオ放送
都市名表記なしの場合はすべて長野市に本局・本社を置く。

#### AMラジオ
- NHKラジオ第1放送
- NHKラジオ第2放送
- 信越放送（SBCラジオ）（JRN・NRN系列）

#### FMラジオ
- NHK-FM放送
- 長野エフエム放送（FM長野・JFN系列）、松本市

#### コミュニティFM

##### 北信
- ながのコミュニティ放送（FMぜんこうじ） J-WAVEを配信

##### 東信
- エフエム佐久平（fmさくだいら）ミュージックバードを配信、佐久市
- 軽井沢エフエム放送（FM軽井沢）オリジナル編成[注釈 12]、軽井沢町
- エフエムとうみ（はれラジ） J-WAVEを配信、東御市

##### 中信
- あづみ野エフエム放送（あづみ野エフエム）ミュージックバードを配信、安曇野市
- エフエムまつもと（FMまつもと） J-WAVEを配信、松本市
- しおじりコミュニティ放送（高ボッチ高原FM）ミュージックバードを配信、塩尻市

##### 南信
- 飯田エフエム放送（iステーション）J-WAVEを配信、飯田市
- エルシーブイ（エルシーブイFM769）ミュージックバードを配信、諏訪市

### テレビジョン放送
長野県で民放テレビの4局目が開局したのは1991年である。190万人以上の人口を抱えていた22都道府県で、民放テレビ4局目が開局したのは長野県が最後だった。それ以降もテレビ東京・TXN系列局は存在しないが、ケーブルテレビによる区域外再放送で在京キー局のテレビ東京（下伊那地域ではテレビ愛知）が視聴可能である。なお、関東・甲信越地方では唯一すべての民放テレビ局で終夜放送は災害・特番を除いて一切行われていない県にあたる。
長野県の地上波テレビ・FMラジオの県域放送の親局及びSBCラジオのFM補完中継局のメイン送信所は、いずれも美ヶ原に設けられている。また、2007年に全民放局の本社が長野市内に集結した。

#### 地上波
- 1 NHK総合テレビジョン
- 2 NHK教育テレビジョン

NHK長野放送局（長野市） - NHK松本支局（松本市）
NHK首都圏局管轄局。中部地方に属するが、NHK名古屋放送局の管轄ではない。
- 4 テレビ信州（TSB）（長野市 ※2007年9月までは本社・松本市、放送センター・長野市）

日本テレビ・NNN/NNS系列。
- 5 長野朝日放送（abn）（長野市）

テレビ朝日・ANN系列。
- 6 信越放送（SBC）（長野市）

TBS・JNN系列。
民間放送教育協会加盟局。
- 8 長野放送（NBS）（長野市）

フジテレビ・FNN/FNS系列。

#### ケーブルテレビ
- Category:長野県のケーブルテレビ局を参照。

長野県内のケーブルテレビ局の数は、日本の都道府県の平均よりも多く、加入者も県内全世帯の半数を超え、局数も20局以上存在する。これは県内に山地が多く、難視聴地域も多数存在していたために発達したと考えられる。
しかし、ケーブルテレビが発達して間もない時期は、局数が少なかった。そのために、難視聴地域解消という目的以外にも、県内外の情報格差是正を目的に県内主要ケーブルテレビ各局は、長野県域民放局の再送信に加え、在京民放キー局（下伊那地域の一部では在名民放基幹局）の再送信（いわゆる区域外再放送）を実施した。この区域外再放送は、県内に民放が4局開局して情報格差が是正されてからも長く続いたが、2011年の地上デジタル放送完全移行により、基本的にデジタル放送では、区域外再放送を中止する方針が出されたことを受け、テレビ東京分および南信地区における在名局受けの地域を除き2014年7月24日をもって廃止された。

## 文化・スポーツ

### 方言
- 秋山郷方言
- 越後方言
  - 奥信濃方言（栄村）
- 長野・山梨・静岡方言
  - 北信方言（北信[注釈 13]、長野地域）
  - 東信方言（更埴南部、上田、佐久地域）
  - 中信方言（北アルプス、松本、諏訪、上伊那北部地域）[注釈 14]
  - 南信方言（上伊那南部、南信州、木曽地域）

### 食文化
郷土料理

### 伝統工芸
経済産業大臣指定伝統的工芸品
- 信州紬（織物、1975年）
- 木曽漆器（漆器、1975年）
- 松本家具（木工品、1976年）
- 南木曽ろくろ細工（木工品、1980年）
- 信州打刃物（金工品、1982年）
- 飯山仏壇（仏壇・仏具、1975年）
- 内山紙（和紙、1976年）

伝統工芸品

### 伝統芸能
- 大鹿歌舞伎
- 飯田人形浄瑠璃
- 俳句

### スポーツ
プロ野球 (NPB) に関しては、長野県は読売ジャイアンツ（巨人）のファンが多い地域であるとされる。小中学生時代を長野市で過ごしたプロ野球選手の金子千尋は、自身が小学生だった1990年代当時、長野県民がテレビで視聴できる野球中継は巨人戦が中心だったため、自身も自然と巨人の選手に注目するようになったと述べている。また県北部の中野市で中華料理店を経営している人物は、地上波テレビによる野球中継は巨人戦のみだったため、市内にもかつては巨人ファンが多かったが、地元出身の牧秀悟が横浜DeNAベイスターズ（2021年入団）で活躍するようになってからはベイスターズのファンが増えたという旨を証言している。
ただし飯田市を中心とする南信地方（南信州地域）は名古屋市の商圏であるため、中日ドラゴンズのファンが多いとされており、2024年から遡って約50年前から同地域の中日ファンで構成される「中日ドラゴンズ飯田後援会」が活動している。一方、南信地方に属する諏訪地方は巨人ファンが多いという。
サッカー
- Jリーグ
  - 松本山雅FC （松本市）（J3所属）
  - AC長野パルセイロ （長野市）（J3所属）
- WEリーグ
  - AC長野パルセイロ・レディース （長野市）
- 北信越フットボールリーグ
  - アルティスタ浅間 （東御市）
  - FCアンテロープ塩尻（塩尻市）
  - FC.マツセロナ（松本市）
  - FCアビエス（茅野市）
- 北信越女子サッカーリーグ
  - 松本山雅FCレディース（松本市）
- 長野県フットボールリーグ
  - リベルタス千曲FC（千曲市）
  - アザリー飯田（飯田市）
  - F.C.中野エスペランサ（中野市）
  - 須坂シティーFC（須坂市）
  - Y.Sエストレーラ（松本市）
  - 長野大学サッカー部（上田市）
- 長野県女子サッカーリーグ
  - 松本山雅FCレディース（松本市）
  - アンテロープ塩尻・大町（大町市）
  - 東海大学付属諏訪高校（茅野市）
- 活動休止中のクラブ
  - FC上田ジェンシャン （上田市）

フットサル
- 日本フットサルリーグ
  - ボアルース長野（長野市）

野球
- ルートインBCリーグ（プロ野球独立リーグ）
  - 信濃グランセローズ
- 社会人野球
  - 佐久コスモスターズ硬式野球クラブ（佐久市）
  - 信越硬式野球クラブ（長野市）
  - 千曲川硬式野球クラブ（小諸市）
  - FedEx硬式野球部（塩尻市）

ソフトボール
- 日本女子ソフトボールリーグ
  - 大和電機工業（下諏訪町）

バスケットボール
- Bリーグ
  - 信州ブレイブウォリアーズ （千曲市）

3x3
- 3x3.EXE PREMIER
  - SAKU REGION.EXE（佐久市）
- 3x3 S.LEAGUE
  - 信州松本ダイナブラックス（松本市）

バレーボール
- SV.LEAGUE
  - VC長野トライデンツ（南箕輪村）
- V.LEAGUE
  - 長野GaRons（須坂市）
  - 信州ブリリアントアリーズ（上田市）

カーリング
- 中部電力カーリング部（軽井沢町）
- スポーツコミュニティー軽井沢クラブ（軽井沢町）
- TM軽井沢（軽井沢町）

アイスホッケー
- AC長野パルセイロアイスホッケーチーム（長野市）
- 長野ベアーズ（長野市）
- 長野シャークス（長野市）
- WAG軽井沢アイスホッケークラブ（軽井沢町）
- 軽井沢ワイルドキャッツ（軽井沢町）
- 軽井沢フェアリーズ（軽井沢町）

バドミントン
- バドミントン日本リーグ
  - AC長野パルセイロ・バドミントンクラブ（長野市）

ボクシング
- 松本ACEボクシングジム（松本市）

空手
- 禅道会

綱引
- 進友会

マラソン・駅伝
- 長野オリンピック記念長野マラソン
- 長野県縦断駅伝競走
- 春の高校伊那駅伝
- 信州安曇野ハーフマラソン

ゴルフ
- NEC軽井沢72ゴルフトーナメント

スピードスケート
- 全日本スピードスケート距離別選手権大会

ロードレース
- ツアー・オブ・ジャパン南信州ステージ
- 全日本マウンテンサイクリングin乗鞍
- ツール・ド・美ヶ原
- イナーメ信濃山形（山形村）
- ボンシャンス飯田（飯田市）

プロレス
- 信州プロレス
- 信州ガールズ

障害者スポーツ
- 長野県障害者スポーツ協会

### 公営競技
- サテライト信州ちくま - 競輪の投票券場外発売場

長野県は公営競技場が存在せず、競輪以外の投票券場外発売場もない県である。そのため、テレビなどではローカルで「レースガイド」が放送されることは滅多にない（しかし、NBSにおいてフジテレビ系列日曜午後の競馬番組（みんなのKEIBA）・フジテレビ系列日曜未明の競馬番組（ウマウマ! 〜アノミズキのビギナー育成TV〜）の中央競馬関連番組はネットしている）。また隣県の競馬・競輪・競艇場などのローカルCMが県内民放各局で流れる。

## 観光

### 有形文化財建造物
国宝
- 善光寺 - 本堂
- 松本城 - 天守
- 旧開智学校 - 校舎
- 安楽寺 - 八角三重塔
- 仁科神明宮 - 本殿、中門
- 大法寺 - 三重塔

重要伝統的建造物群保存地区
- 奈良井 （塩尻市）
- 木曽平沢 （塩尻市）
- 海野宿 （東御市）
- 妻籠宿 （南木曽町）
- 青鬼 （白馬村）
- 稲荷山 （千曲市）
- 戸隠 （長野市）

国指定の名勝
- 姨捨山（田毎の月）
- 天竜峡
- 上高地
- 寝覚の床
- 光前寺庭園
- 米子瀑布群（須坂市）

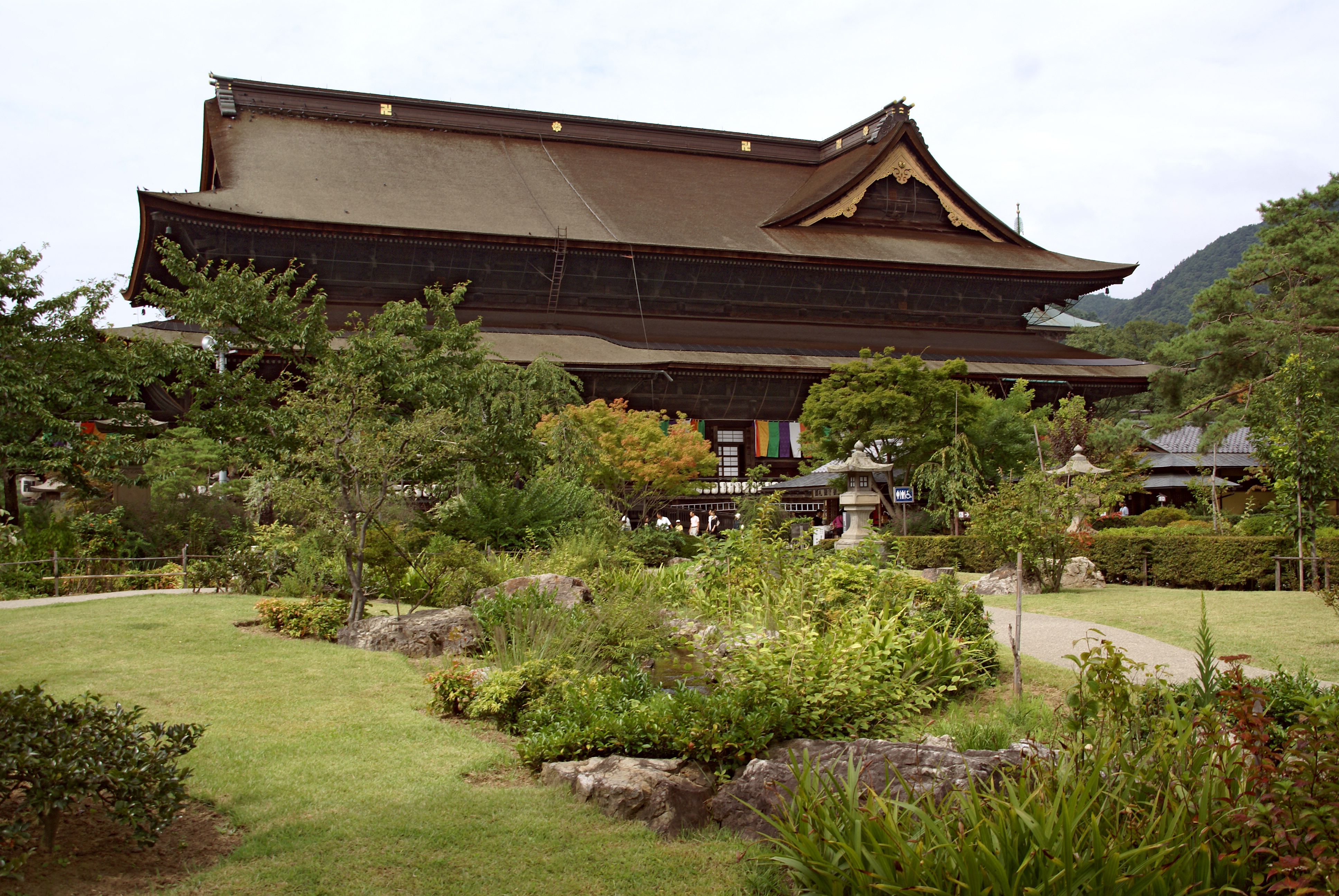
善光寺 本堂
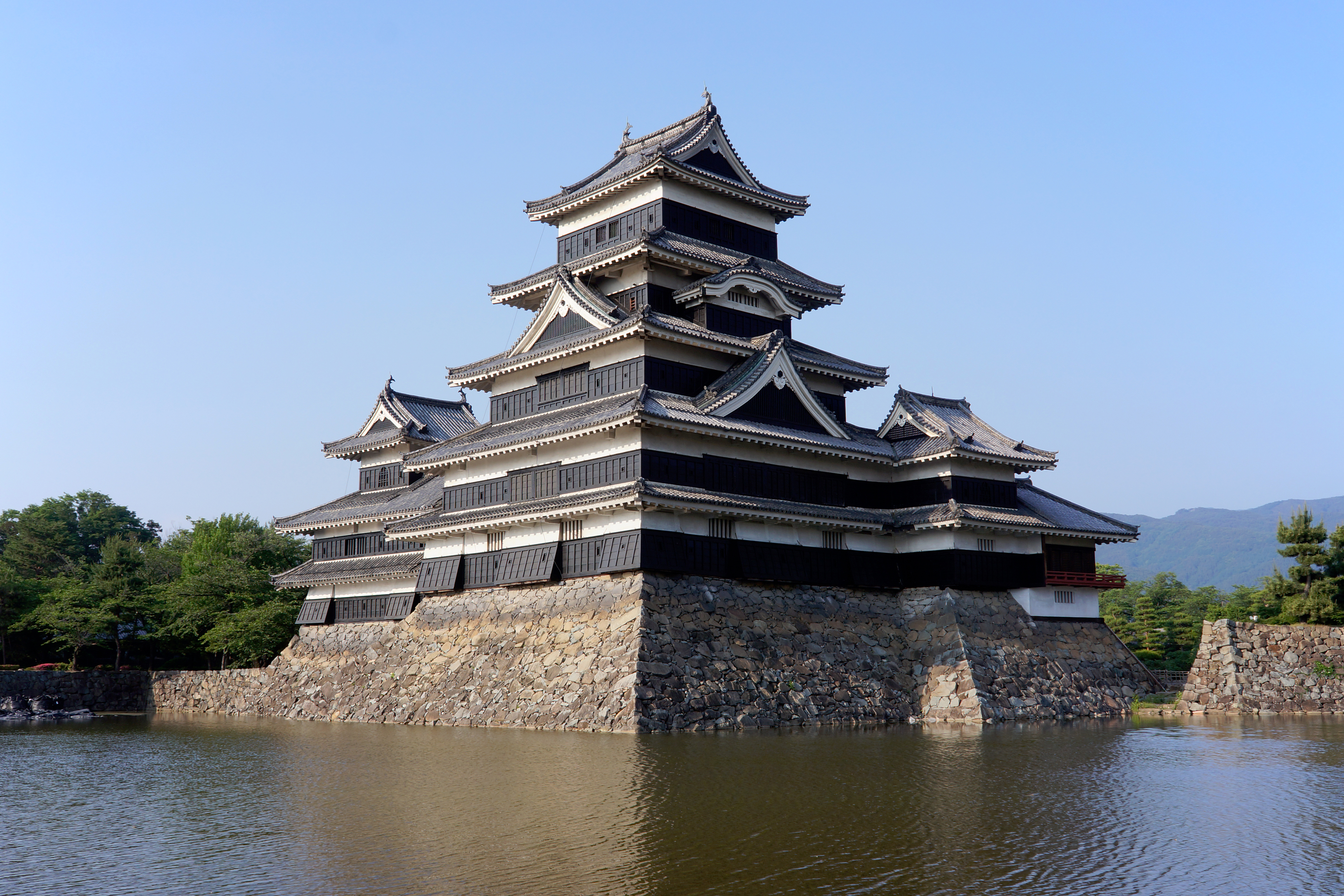
松本城
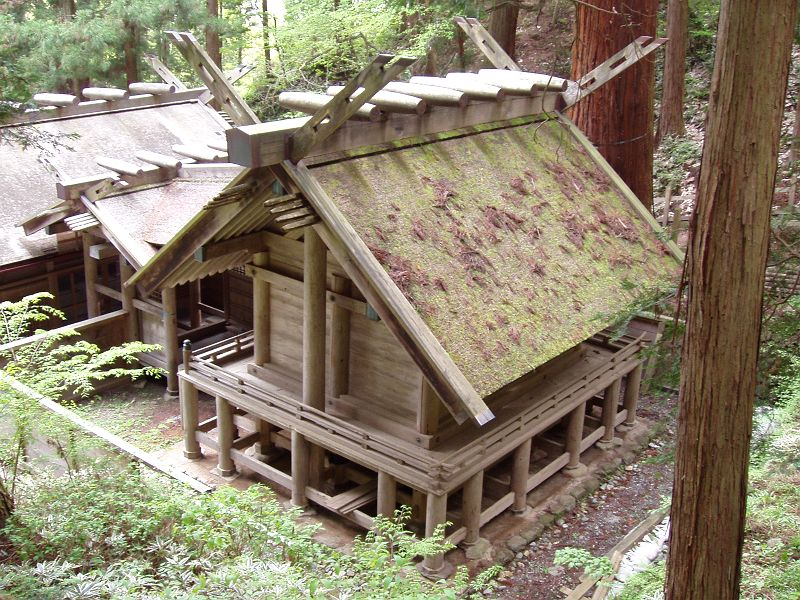
国宝・仁科神明宮本殿（2008年5月12日撮影）

### 主な観光地
高原
- スキー場
- 軽井沢
- 志賀高原
- 上高地
- 美ヶ原
- 安曇野
- 菅平高原
- 野辺山高原
- 蓼科高原
- 高峰高原

山
- 北アルプス
- 中央アルプス
- 南アルプス
- 八ヶ岳
- 御嶽山
- 浅間山
- 霧ヶ峰
- 北信五岳

谷、湖
- 天竜峡
- 野尻湖
- 諏訪湖
- 白樺湖
- 仁科三湖
  - 青木湖
  - 中綱湖
  - 木崎湖

温泉
- 美ヶ原温泉
- 白骨温泉
- 浅間温泉
- 野沢温泉
- 湯田中温泉
- 渋温泉
- 戸倉上山田温泉
- 別所温泉
- 上諏訪温泉
- 下諏訪温泉
- 昼神温泉
- 鹿教湯温泉

史跡
- 善光寺
- 元善光寺
- 松本城
- 松代城
- 上田城
- 小諸城
- 高遠城址公園
- 木曽路
  - 妻籠宿
  - 奈良井宿
  - 木曽平沢

## 対外関係

### 姉妹・友好提携
- 中華民国（台湾） 彰化県
- アメリカ合衆国 ミズーリ州
- 中華人民共和国 河北省

## 長野県出身の人物

### 長野県県民栄誉賞受賞者
長野県県民栄誉賞は、2015年（平成27年）に創設された賞で、県表彰規則では「個人又は団体で、広く県民に敬愛され、県の名を高めるとともに、県民に明るい希望を与えることに特に顕著な功績があったもの」を対象にしている。
| 受賞者氏名 | 分野                 | 授与年月日    | 功績                                                                               | 出典      |
| ---------- | -------------------- | ------------- | ---------------------------------------------------------------------------------- | --------- |
| 小澤征爾   | 指揮者               | 2015年9月28日 | セイジ・オザワ 松本フェスティバルでの功績                                          | [ 41 ]    |
| 小平奈緒   | スピードスケート選手 | 2018年3月27日 | 2018年平昌オリンピックスピードスケート女子500ｍ金メダル                            | [ 報 15 ] |
| 菊池彩花   | スピードスケート選手 | 2018年3月27日 | 2018年平昌オリンピックスピードスケートの女子団体パシュート金メダル                 | [ 報 15 ] |
| 髙木菜那   | スピードスケート選手 | 2018年3月27日 | 2018年平昌オリンピックスピードスケートの女子団体パシュートとマススタートで金メダル | [ 報 15 ] |